# Argentijns voetbalelftal (mannen)
Het Argentijns voetbalelftal is een team van mannelijke voetballers dat Argentinië vertegenwoordigt in internationale wedstrijden en competities. Het land werd driemaal wereldkampioen, won zestien keer de Copa América, eenmaal de Confederations Cup en tweemaal goud op de Olympische Spelen. Het heeft een grote rivaliteit met buurland Uruguay. De interlands tussen deze twee landen zijn de vaakst gespeelde van alle interlands tussen FIFA-leden. Daarnaast zijn ook Brazilië, Engeland en Duitsland bijzondere rivalen voor de Argentijnen.

## Galerij

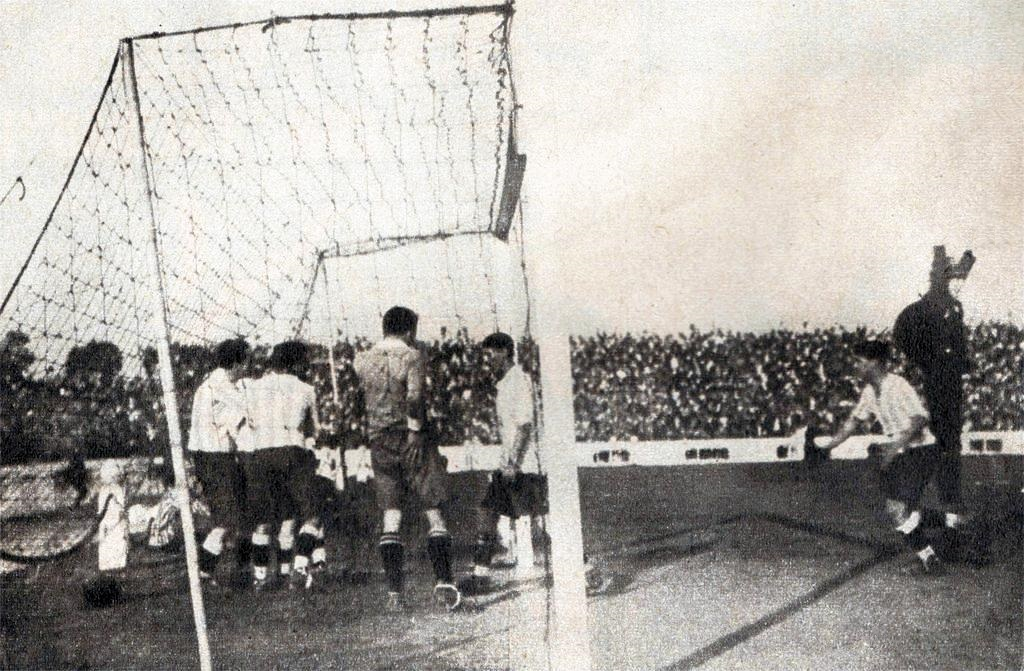
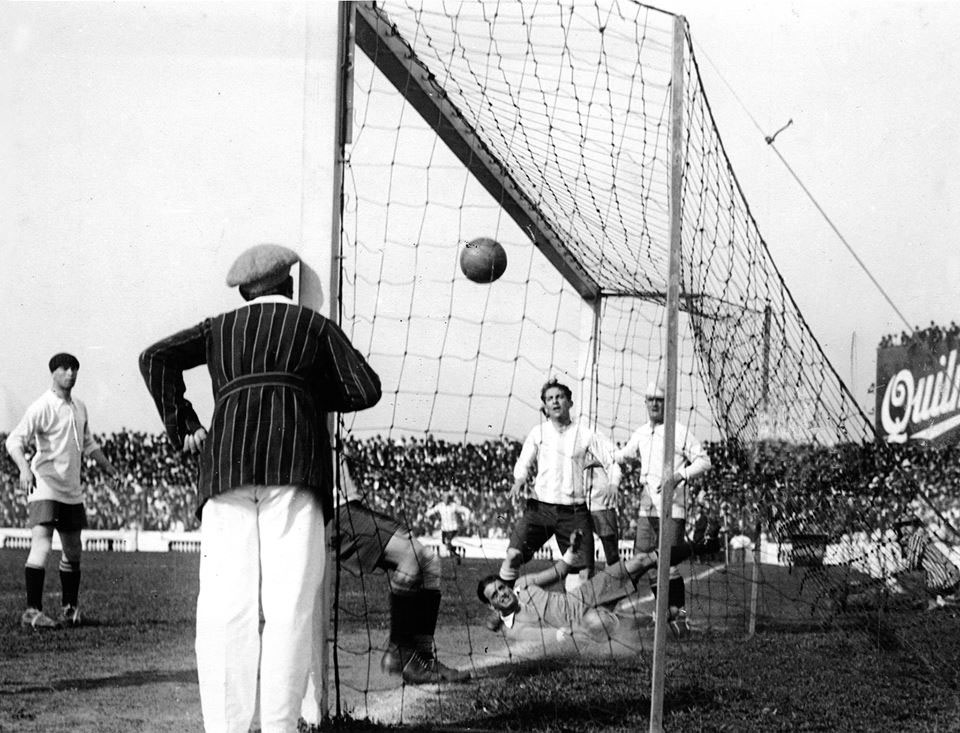
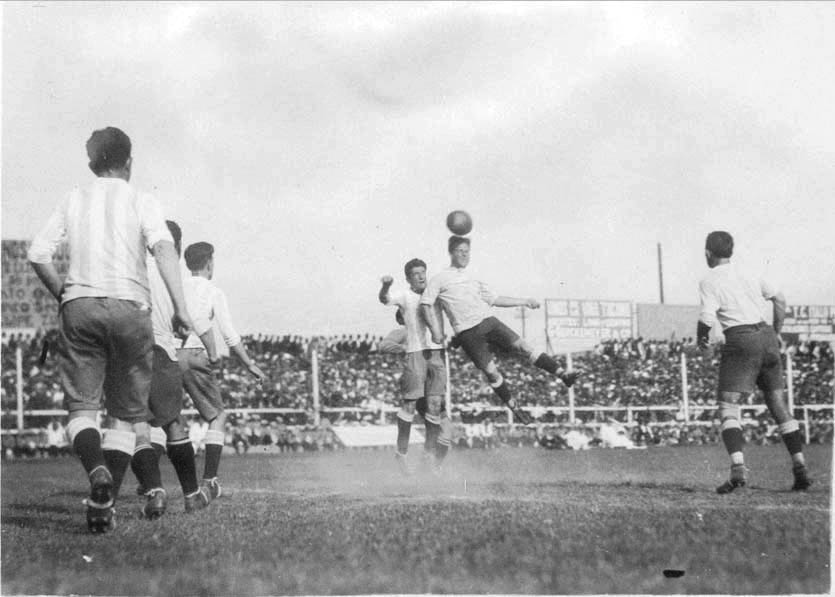
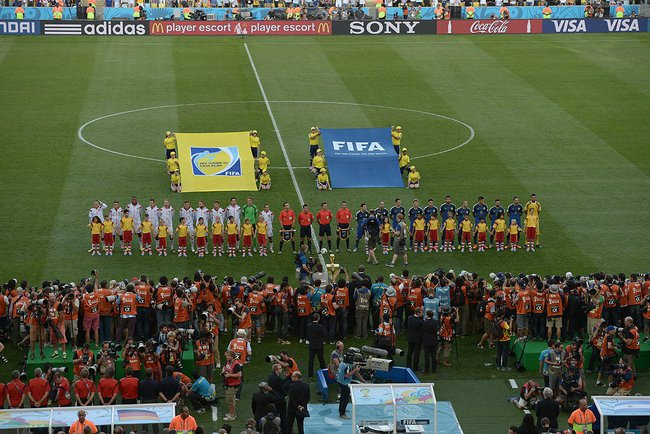
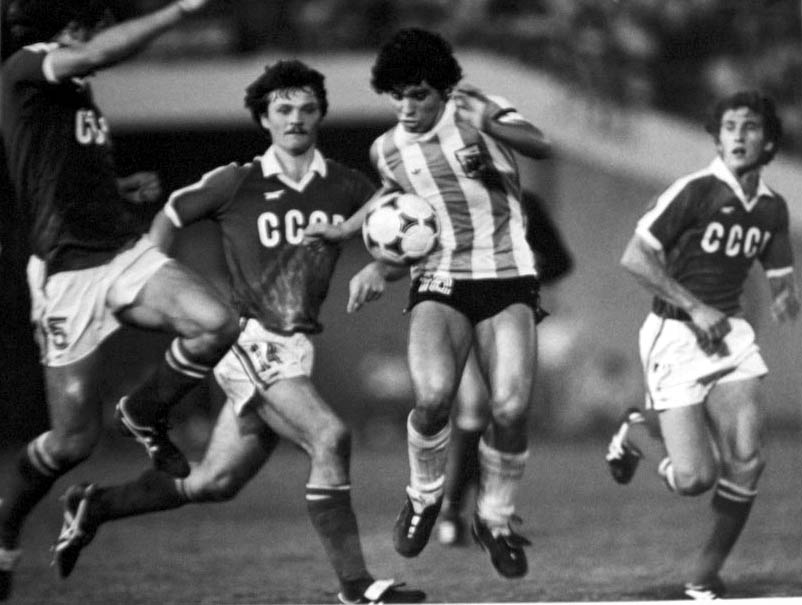
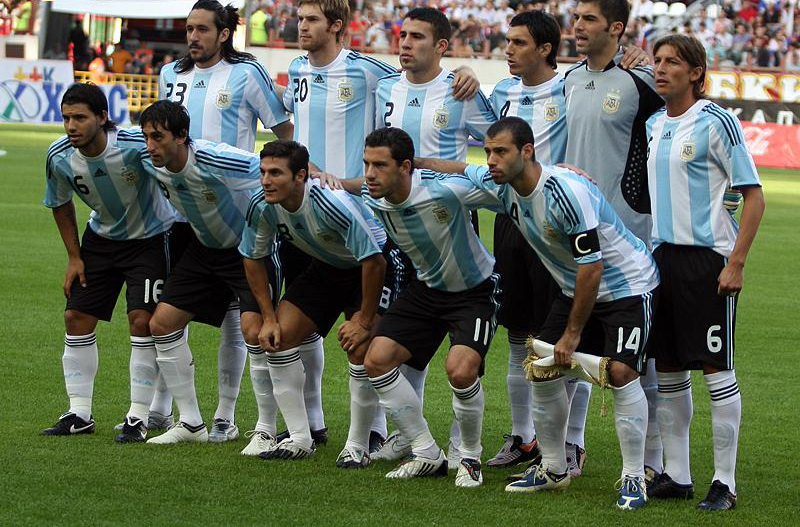
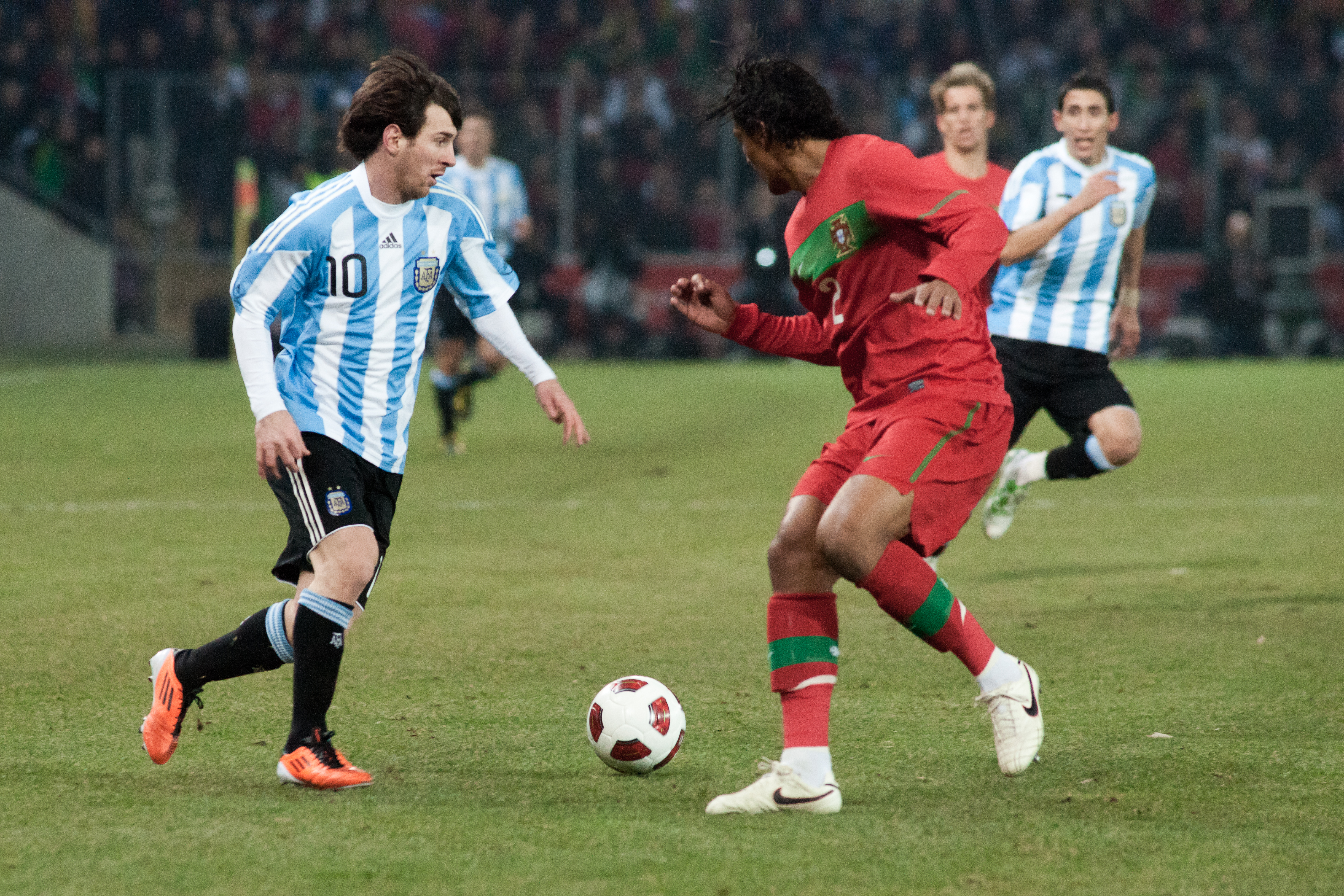

## Prestaties op eindrondes

### Wereldkampioenschap voetbal
| Wereldkampioenschap voetbal | Wereldkampioenschap voetbal | Wereldkampioenschap voetbal | Wereldkampioenschap voetbal | Wereldkampioenschap voetbal | Wereldkampioenschap voetbal | Wereldkampioenschap voetbal | Wereldkampioenschap voetbal | Wereldkampioenschap voetbal | Wereldkampioenschap voetbal |
| Jaar                        | Ronde                       | Eindstand                   | Wed.                        | W                           | G                           | V                           | DV                          | DT                          | Kwal                        |
| --------------------------- | --------------------------- | --------------------------- | --------------------------- | --------------------------- | --------------------------- | --------------------------- | --------------------------- | --------------------------- | --------------------------- |
| 1930                        | Tweede                      | 2e                          | 5                           | 4                           | 0                           | 1                           | 18                          | 9                           |                             |
| 1934                        | Eerste ronde                | 9e                          | 1                           | 0                           | 0                           | 1                           | 2                           | 3                           | (kwal.)                     |
| 1938                        | Teruggetrokken              | Teruggetrokken              | Teruggetrokken              | Teruggetrokken              | Teruggetrokken              | Teruggetrokken              | Teruggetrokken              | Teruggetrokken              | Teruggetrokken              |
| 1950                        | Teruggetrokken              | Teruggetrokken              | Teruggetrokken              | Teruggetrokken              | Teruggetrokken              | Teruggetrokken              | Teruggetrokken              | Teruggetrokken              | Teruggetrokken              |
| 1954                        | Geen deelname               | Geen deelname               | Geen deelname               | Geen deelname               | Geen deelname               | Geen deelname               | Geen deelname               | Geen deelname               | Geen deelname               |
| 1958                        | Groepsfase                  | 13e                         | 3                           | 1                           | 0                           | 2                           | 5                           | 10                          | (kwal.)                     |
| 1962                        | Groepsfase                  | 10e                         | 3                           | 1                           | 1                           | 1                           | 2                           | 3                           | (kwal.)                     |
| 1966                        | Kwartfinale                 | 5e                          | 4                           | 2                           | 1                           | 1                           | 4                           | 2                           | (kwal.)                     |
| 1970                        | Niet gekwalificeerd         | Niet gekwalificeerd         | Niet gekwalificeerd         | Niet gekwalificeerd         | Niet gekwalificeerd         | Niet gekwalificeerd         | Niet gekwalificeerd         | Niet gekwalificeerd         | Niet gekwalificeerd         |
| 1974                        | Tweede ronde                | 8e                          | 6                           | 1                           | 2                           | 3                           | 9                           | 12                          | (kwal.)                     |
| 1978                        | Winnaar                     | 1e                          | 7                           | 5                           | 1                           | 1                           | 15                          | 4                           |                             |
| 1982                        | Tweede ronde                | 11e                         | 5                           | 2                           | 0                           | 3                           | 8                           | 7                           |                             |
| 1986                        | Winnaar                     | 1e                          | 7                           | 6                           | 1                           | 0                           | 14                          | 5                           | (kwal.)                     |
| 1990                        | Tweede                      | 2e                          | 7                           | 2                           | 3                           | 2                           | 5                           | 4                           |                             |
| 1994                        | Achtste finale              | 10e                         | 4                           | 2                           | 0                           | 2                           | 8                           | 6                           | (kwal.)                     |
| 1998                        | Kwartfinale                 | 6e                          | 5                           | 3                           | 1                           | 1                           | 10                          | 4                           | (kwal.)                     |
| 2002                        | Groepsfase                  | 18e                         | 3                           | 1                           | 1                           | 1                           | 2                           | 2                           | (kwal.)                     |
| 2006                        | Kwartfinale                 | 6e                          | 5                           | 3                           | 2                           | 0                           | 11                          | 3                           | (kwal.)                     |
| 2010                        | Kwartfinale                 | 5e                          | 5                           | 4                           | 0                           | 1                           | 10                          | 6                           | (kwal.)                     |
| 2014                        | Tweede                      | 2e                          | 7                           | 5                           | 1                           | 1                           | 8                           | 4                           | (kwal.)                     |
| 2018                        | Achtste finale              | 16e                         | 4                           | 1                           | 1                           | 2                           | 6                           | 9                           | (kwal.)                     |
| 2022                        | Winnaar                     | 1e                          | 7                           | 4                           | 2                           | 1                           | 15                          | 8                           | (kwal.)                     |
| 2026                        | Kwalificatie                | Kwalificatie                | Kwalificatie                | Kwalificatie                | Kwalificatie                | Kwalificatie                | Kwalificatie                | Kwalificatie                |                             |
| Totaal                      | 3 titels                    | 18/22                       | 88                          | 47                          | 17                          | 24                          | 152                         | 101                         |                             |

### Confederations Cup
| FIFA Confederations Cup | FIFA Confederations Cup | FIFA Confederations Cup | FIFA Confederations Cup | FIFA Confederations Cup | FIFA Confederations Cup | FIFA Confederations Cup | FIFA Confederations Cup | FIFA Confederations Cup | FIFA Confederations Cup |
| Jaar                    | Ronde                   | Wed.                    | W                       | G                       | V                       | DV                      | DT                      | Kwal                    |                         |
| ----------------------- | ----------------------- | ----------------------- | ----------------------- | ----------------------- | ----------------------- | ----------------------- | ----------------------- | ----------------------- | ----------------------- |
| 1992                    | Winnaar                 | 1e                      | 2                       | 2                       | 0                       | 0                       | 7                       | 1                       |                         |
| 1995                    | Tweede                  | 2e                      | 3                       | 1                       | 1                       | 1                       | 5                       | 3                       |                         |
| 1997                    | Niet gekwalificeerd     | Niet gekwalificeerd     | Niet gekwalificeerd     | Niet gekwalificeerd     | Niet gekwalificeerd     | Niet gekwalificeerd     | Niet gekwalificeerd     | Niet gekwalificeerd     |                         |
| 1999                    | Niet gekwalificeerd     | Niet gekwalificeerd     | Niet gekwalificeerd     | Niet gekwalificeerd     | Niet gekwalificeerd     | Niet gekwalificeerd     | Niet gekwalificeerd     | Niet gekwalificeerd     |                         |
| 2001                    | Niet gekwalificeerd     | Niet gekwalificeerd     | Niet gekwalificeerd     | Niet gekwalificeerd     | Niet gekwalificeerd     | Niet gekwalificeerd     | Niet gekwalificeerd     | Niet gekwalificeerd     |                         |
| 2003                    | Niet gekwalificeerd     | Niet gekwalificeerd     | Niet gekwalificeerd     | Niet gekwalificeerd     | Niet gekwalificeerd     | Niet gekwalificeerd     | Niet gekwalificeerd     | Niet gekwalificeerd     |                         |
| 2005                    | Tweede                  | 2e                      | 5                       | 2                       | 2                       | 1                       | 10                      | 10                      |                         |
| 2009                    | Niet gekwalificeerd     | Niet gekwalificeerd     | Niet gekwalificeerd     | Niet gekwalificeerd     | Niet gekwalificeerd     | Niet gekwalificeerd     | Niet gekwalificeerd     | Niet gekwalificeerd     |                         |
| 2013                    | Niet gekwalificeerd     | Niet gekwalificeerd     | Niet gekwalificeerd     | Niet gekwalificeerd     | Niet gekwalificeerd     | Niet gekwalificeerd     | Niet gekwalificeerd     | Niet gekwalificeerd     |                         |
| Totaal                  | 1 titel                 | 3/9                     | 10                      | 5                       | 3                       | 2                       | 22                      | 14                      |                         |

### Copa América
| Zuid-Amerikaans kampioenschap overzicht | Zuid-Amerikaans kampioenschap overzicht | Zuid-Amerikaans kampioenschap overzicht | Zuid-Amerikaans kampioenschap overzicht | Zuid-Amerikaans kampioenschap overzicht | Zuid-Amerikaans kampioenschap overzicht | Zuid-Amerikaans kampioenschap overzicht | Zuid-Amerikaans kampioenschap overzicht | Zuid-Amerikaans kampioenschap overzicht |
| Jaar                                    | Ronde/positie                           | Ronde/positie                           | Wed.                                    | W                                       | G                                       | V                                       | DV                                      | DT                                      |
| --------------------------------------- | --------------------------------------- | --------------------------------------- | --------------------------------------- | --------------------------------------- | --------------------------------------- | --------------------------------------- | --------------------------------------- | --------------------------------------- |
| 1916                                    | Tweede                                  | 2e                                      | 3                                       | 1                                       | 2                                       | 0                                       | 7                                       | 2                                       |
| 1917                                    | Tweede                                  | 2e                                      | 3                                       | 2                                       | 0                                       | 1                                       | 5                                       | 3                                       |
| 1919                                    | Derde                                   | 3e                                      | 3                                       | 1                                       | 0                                       | 2                                       | 7                                       | 7                                       |
| 1920                                    | Tweede                                  | 2e                                      | 3                                       | 1                                       | 2                                       | 0                                       | 4                                       | 3                                       |
| 1921                                    | Winnaar                                 | 1e                                      | 3                                       | 3                                       | 0                                       | 0                                       | 5                                       | 0                                       |
| 1922                                    | Vierde                                  | 4e                                      | 4                                       | 2                                       | 1                                       | 1                                       | 6                                       | 3                                       |
| 1923                                    | Tweede                                  | 2e                                      | 3                                       | 2                                       | 0                                       | 1                                       | 6                                       | 6                                       |
| 1924                                    | Tweede                                  | 2e                                      | 3                                       | 1                                       | 2                                       | 0                                       | 4                                       | 4                                       |
| 1925                                    | Winnaar                                 | 1e                                      | 4                                       | 3                                       | 1                                       | 0                                       | 11                                      | 4                                       |
| 1926                                    | Tweede                                  | 2e                                      | 4                                       | 2                                       | 1                                       | 1                                       | 14                                      | 3                                       |
| 1927                                    | Winnaar                                 | 1e                                      | 3                                       | 3                                       | 0                                       | 0                                       | 15                                      | 4                                       |
| 1929                                    | Winnaar                                 | 1e                                      | 3                                       | 3                                       | 0                                       | 0                                       | 9                                       | 1                                       |
| 1935                                    | Tweede                                  | 2e                                      | 3                                       | 2                                       | 0                                       | 1                                       | 8                                       | 5                                       |
| 1937                                    | Winnaar                                 | 1e                                      | 6                                       | 5                                       | 0                                       | 1                                       | 14                                      | 5                                       |
| 1939                                    | Niet deelgenomen                        | Niet deelgenomen                        | Niet deelgenomen                        | Niet deelgenomen                        | Niet deelgenomen                        | Niet deelgenomen                        | Niet deelgenomen                        | Niet deelgenomen                        |
| 1941                                    | Winnaar                                 | 1e                                      | 4                                       | 4                                       | 0                                       | 0                                       | 10                                      | 2                                       |
| 1942                                    | Tweede                                  | 2e                                      | 6                                       | 5                                       | 0                                       | 1                                       | 21                                      | 6                                       |
| 1945                                    | Winnaar                                 | 1e                                      | 6                                       | 5                                       | 1                                       | 0                                       | 22                                      | 5                                       |
| 1946                                    | Winnaar                                 | 1e                                      | 5                                       | 5                                       | 0                                       | 0                                       | 17                                      | 3                                       |
| 1947                                    | Winnaar                                 | 1e                                      | 7                                       | 6                                       | 1                                       | 0                                       | 28                                      | 4                                       |
| 1949                                    | Niet deelgenomen                        | Niet deelgenomen                        | Niet deelgenomen                        | Niet deelgenomen                        | Niet deelgenomen                        | Niet deelgenomen                        | Niet deelgenomen                        | Niet deelgenomen                        |
| 1953                                    | Niet deelgenomen                        | Niet deelgenomen                        | Niet deelgenomen                        | Niet deelgenomen                        | Niet deelgenomen                        | Niet deelgenomen                        | Niet deelgenomen                        | Niet deelgenomen                        |
| 1955                                    | Winnaar                                 | 1e                                      | 5                                       | 4                                       | 1                                       | 0                                       | 18                                      | 6                                       |
| 1956                                    | Derde                                   | 3e                                      | 5                                       | 3                                       | 0                                       | 2                                       | 5                                       | 3                                       |
| 1957                                    | Winnaar                                 | 1e                                      | 6                                       | 5                                       | 0                                       | 1                                       | 25                                      | 6                                       |
| 1959                                    | Winnaar                                 | 1e                                      | 6                                       | 5                                       | 1                                       | 0                                       | 19                                      | 5                                       |
| 1959                                    | Tweede                                  | 2e                                      | 4                                       | 3                                       | 1                                       | 0                                       | 19                                      | 5                                       |
| 1963                                    | Derde                                   | 3e                                      | 6                                       | 3                                       | 1                                       | 2                                       | 15                                      | 10                                      |
| 1967                                    | Tweede                                  | 2e                                      | 5                                       | 4                                       | 0                                       | 1                                       | 12                                      | 3                                       |

| Copa América overzicht | Copa América overzicht | Copa América overzicht | Copa América overzicht | Copa América overzicht | Copa América overzicht | Copa América overzicht | Copa América overzicht | Copa América overzicht |
| Jaar                   | Ronde/positie          | Ronde/positie          | Wed.                   | W                      | G                      | V                      | DV                     | DT                     |
| ---------------------- | ---------------------- | ---------------------- | ---------------------- | ---------------------- | ---------------------- | ---------------------- | ---------------------- | ---------------------- |
| 1975                   | Groepsfase             | 5e                     | 4                      | 2                      | 0                      | 2                      | 17                     | 4                      |
| 1979                   | Groepsfase             | 8e                     | 4                      | 1                      | 1                      | 2                      | 7                      | 6                      |
| 1983                   | Groepsfase             | 6e                     | 4                      | 1                      | 3                      | 0                      | 5                      | 4                      |
| 1987                   | Vierde                 | 4e                     | 4                      | 1                      | 1                      | 2                      | 5                      | 4                      |
| 1989                   | Derde                  | 3e                     | 7                      | 2                      | 3                      | 2                      | 2                      | 4                      |
| 1991                   | Winnaar                | 1e                     | 7                      | 6                      | 1                      | 0                      | 16                     | 6                      |
| 1993                   | Winnaar                | 1e                     | 6                      | 2                      | 4                      | 0                      | 6                      | 4                      |
| 1995                   | Kwartfinale            | 5e                     | 4                      | 2                      | 1                      | 1                      | 8                      | 6                      |
| 1997                   | Kwartfinale            | 5e                     | 4                      | 1                      | 2                      | 1                      | 4                      | 3                      |
| 1999                   | Kwartfinale            | 8e                     | 4                      | 2                      | 0                      | 2                      | 6                      | 6                      |
| 2001                   | Niet deelgenomen       | Niet deelgenomen       | Niet deelgenomen       | Niet deelgenomen       | Niet deelgenomen       | Niet deelgenomen       | Niet deelgenomen       | Niet deelgenomen       |
| 2004                   | Tweede                 | 2e                     | 6                      | 4                      | 1                      | 1                      | 16                     | 6                      |
| 2007                   | Tweede                 | 2e                     | 6                      | 5                      | 0                      | 1                      | 16                     | 6                      |
| 2011                   | Kwartfinale            | 7e                     | 4                      | 1                      | 3                      | 0                      | 5                      | 2                      |
| 2015                   | Tweede                 | 2e                     | 6                      | 3                      | 3                      | 0                      | 10                     | 3                      |
| 2016                   | Tweede                 | 2e                     | 6                      | 5                      | 1                      | 0                      | 18                     | 2                      |
| 2019                   | Derde                  | 3e                     | 6                      | 3                      | 1                      | 2                      | 7                      | 6                      |
| 2021                   | Winnaar                | 1e                     | 7                      | 5                      | 2                      | 0                      | 12                     | 3                      |
| 2024                   | Winnaar                | 1e                     | 6                      | 5                      | 1                      | 0                      | 9                      | 1                      |
| Totaal                 | 16 titels              | 44/48                  | 208                    | 132                    | 43                     | 33                     | 483                    | 183                    |

### Olympische Spelen
| Jaar   | Ronde               | Pos.                | GS                  | W                   | G                   | V                   | DV                  | DT                  |
| ------ | ------------------- | ------------------- | ------------------- | ------------------- | ------------------- | ------------------- | ------------------- | ------------------- |
| 1908   | Niet deelgenomen    | Niet deelgenomen    | Niet deelgenomen    | Niet deelgenomen    | Niet deelgenomen    | Niet deelgenomen    | Niet deelgenomen    | Niet deelgenomen    |
| 1912   | Niet deelgenomen    | Niet deelgenomen    | Niet deelgenomen    | Niet deelgenomen    | Niet deelgenomen    | Niet deelgenomen    | Niet deelgenomen    | Niet deelgenomen    |
| 1920   | Niet deelgenomen    | Niet deelgenomen    | Niet deelgenomen    | Niet deelgenomen    | Niet deelgenomen    | Niet deelgenomen    | Niet deelgenomen    | Niet deelgenomen    |
| 1924   | Niet deelgenomen    | Niet deelgenomen    | Niet deelgenomen    | Niet deelgenomen    | Niet deelgenomen    | Niet deelgenomen    | Niet deelgenomen    | Niet deelgenomen    |
| 1928   | Tweede              | 2e                  | 5                   | 3                   | 1                   | 1                   | 25                  | 7                   |
| 1936   | Niet deelgenomen    | Niet deelgenomen    | Niet deelgenomen    | Niet deelgenomen    | Niet deelgenomen    | Niet deelgenomen    | Niet deelgenomen    | Niet deelgenomen    |
| 1948   | Niet deelgenomen    | Niet deelgenomen    | Niet deelgenomen    | Niet deelgenomen    | Niet deelgenomen    | Niet deelgenomen    | Niet deelgenomen    | Niet deelgenomen    |
| 1952   | Niet deelgenomen    | Niet deelgenomen    | Niet deelgenomen    | Niet deelgenomen    | Niet deelgenomen    | Niet deelgenomen    | Niet deelgenomen    | Niet deelgenomen    |
| 1956   | Niet deelgenomen    | Niet deelgenomen    | Niet deelgenomen    | Niet deelgenomen    | Niet deelgenomen    | Niet deelgenomen    | Niet deelgenomen    | Niet deelgenomen    |
| 1960   | Kwartfinale         | 7e                  | 3                   | 2                   | 0                   | 1                   | 6                   | 4                   |
| 1964   | Groepsfase          | 10e                 | 2                   | 0                   | 1                   | 1                   | 3                   | 4                   |
| 1968   | Niet gekwalificeerd | Niet gekwalificeerd | Niet gekwalificeerd | Niet gekwalificeerd | Niet gekwalificeerd | Niet gekwalificeerd | Niet gekwalificeerd | Niet gekwalificeerd |
| 1972   | Niet gekwalificeerd | Niet gekwalificeerd | Niet gekwalificeerd | Niet gekwalificeerd | Niet gekwalificeerd | Niet gekwalificeerd | Niet gekwalificeerd | Niet gekwalificeerd |
| 1976   | Niet gekwalificeerd | Niet gekwalificeerd | Niet gekwalificeerd | Niet gekwalificeerd | Niet gekwalificeerd | Niet gekwalificeerd | Niet gekwalificeerd | Niet gekwalificeerd |
| 1980   | Niet deelgenomen    | Niet deelgenomen    | Niet deelgenomen    | Niet deelgenomen    | Niet deelgenomen    | Niet deelgenomen    | Niet deelgenomen    | Niet deelgenomen    |
| 1984   | Niet gekwalificeerd | Niet gekwalificeerd | Niet gekwalificeerd | Niet gekwalificeerd | Niet gekwalificeerd | Niet gekwalificeerd | Niet gekwalificeerd | Niet gekwalificeerd |
| 1988   | Kwartfinale         | 8e                  | 4                   | 1                   | 1                   | 2                   | 4                   | 5                   |
| 1992   | Niet gekwalificeerd | Niet gekwalificeerd | Niet gekwalificeerd | Niet gekwalificeerd | Niet gekwalificeerd | Niet gekwalificeerd | Niet gekwalificeerd | Niet gekwalificeerd |
| 1996   | Tweede              | 2e                  | 6                   | 3                   | 2                   | 1                   | 13                  | 6                   |
| 2000   | Niet gekwalificeerd | Niet gekwalificeerd | Niet gekwalificeerd | Niet gekwalificeerd | Niet gekwalificeerd | Niet gekwalificeerd | Niet gekwalificeerd | Niet gekwalificeerd |
| 2004   | Winnaar             | 1e                  | 6                   | 6                   | 0                   | 0                   | 17                  | 0                   |
| 2008   | Winnaar             | 1e                  | 6                   | 6                   | 0                   | 0                   | 11                  | 2                   |
| 2012   | Niet gekwalificeerd | Niet gekwalificeerd | Niet gekwalificeerd | Niet gekwalificeerd | Niet gekwalificeerd | Niet gekwalificeerd | Niet gekwalificeerd | Niet gekwalificeerd |
| 2016   | Groepsfase          | 11e                 | 3                   | 1                   | 1                   | 1                   | 3                   | 4                   |
| 2020   | Groepsfase          | 10e                 | 3                   | 1                   | 1                   | 1                   | 2                   | 3                   |
| Totaal | 2 titels            | 9/25                | 35                  | 22                  | 6                   | 7                   | 80                  | 31                  |

## FIFA-wereldranglijst[1]
| 1994 | 1995 | 1996 | 1997 | 1998 | 1999 | 2000 | 2001 | 2002 | 2003 | 2004 | 2005 | 2006 | 2007 | 2008 | 2009 | 2010 | 2011 | 2012 | 2013 | 2014 | 2015 | 2016 | 2017 | 2018 | 2019 | 2020 | 2021 | 2022 | 2023 |
| ---- | ---- | ---- | ---- | ---- | ---- | ---- | ---- | ---- | ---- | ---- | ---- | ---- | ---- | ---- | ---- | ---- | ---- | ---- | ---- | ---- | ---- | ---- | ---- | ---- | ---- | ---- | ---- | ---- | ---- |
| 10   | 7    | 22   | 17   | 5    | 6    | 3    | 2    | 5    | 5    | 3    | 4    | 3    | 1    | 6    | 8    | 5    | 10   | 3    | 3    | 2    | 2    | 1    | 4    | 11   | 9    | 7    | 5    | 2    | 1    |

## Geschiedenis

### Beginjaren
Hoewel het voetbal reeds in 1867 geïntroduceerd werd in Argentinië werd het nationale elftal pas in 1901 gevormd. De eerste wedstrijd werd op 16 mei 1901 gespeeld in en tegen buurland Uruguay en werd met 2-3 gewonnen. De eerste jaren werden enkel vriendschappelijke wedstrijden gehouden tegen andere teams van Zuid-Amerika. De tweede wedstrijd van het elftal was opnieuw tegen Uruguay en eindigde in een klinkende 0-6 overwinning. In de beginjaren waren clubs als Lomas Athletic en Alumni hofleverancier van de nationale ploeg. De eerste wedstrijd met een inzet volgde in 1905, toen de Copa Lipton opgericht werd. Een bekerwedstrijd tussen Uruguay en Argentinië die tussen 1905 en 1992 29 keer gespeeld werd, Argentinië won 17 keer. In 1906 won de club de Copa Lipton voor het eerst en dat jaar ook de Copa Newton, een gelijkaardig bekercompetitie die 27 keer gespeeld werd tussen 1906 en 1976 en ook 17 keer gewonnen werd. In 1916 begon het Zuid-Amerikaans kampioenschap, een equivalent van het EK. Argentinië was gastland en er werd gespeeld in Buenos Aires en Avellaneda. Argentinië versloeg Chili met 6-0 en speelde gelijk tegen Brazilië en Uruguay, dat de eerste kampioen werd.

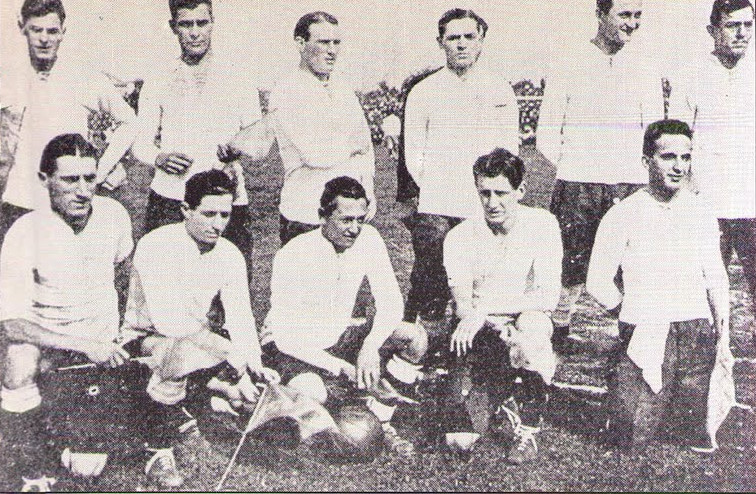
Argentijns elftal als Zuid-Amerikaans kampioen in 1921.

In 1921, toen Argentinië opnieuw gastland was, won het land zijn eerste kampioenschap. Argentinië won alle drie de wedstrijden en liet geen enkele goal binnen. Sterspelers waren Américo Tesoriere, Pedro Calomino en topschutter Julio Libonatti.

### Olympische goal
Op 2 oktober 1924 speelde Argentinië een vriendschappelijke interland tegen aartsrivaal Uruguay. Na vijftien minuten spelen maakte Cesáreo Onzari een goal vanuit een hoekschop zonder dat een andere speler de bal raakte. Door het feit dat Uruguay de olympische kampioen was van dat jaar werd deze goal de Gol Olímpico genoemd. 52.000 toeschouwers woonden de wedstrijd bij. Deze bijnaam wordt nog steeds aan een dergelijke goal gegeven. In 1925 werd de club opnieuw thuis Zuid-Amerikaans kampioen. Hoogtepunt was een 4-1 overwinning op Brazilië. Manuel Seoane werd met 6 doelpunten topschutter. Twee jaar later werd het team opnieuw kampioen, voor het eerst nu niet in het thuisland, maar in Peru.

### Internationaal succes

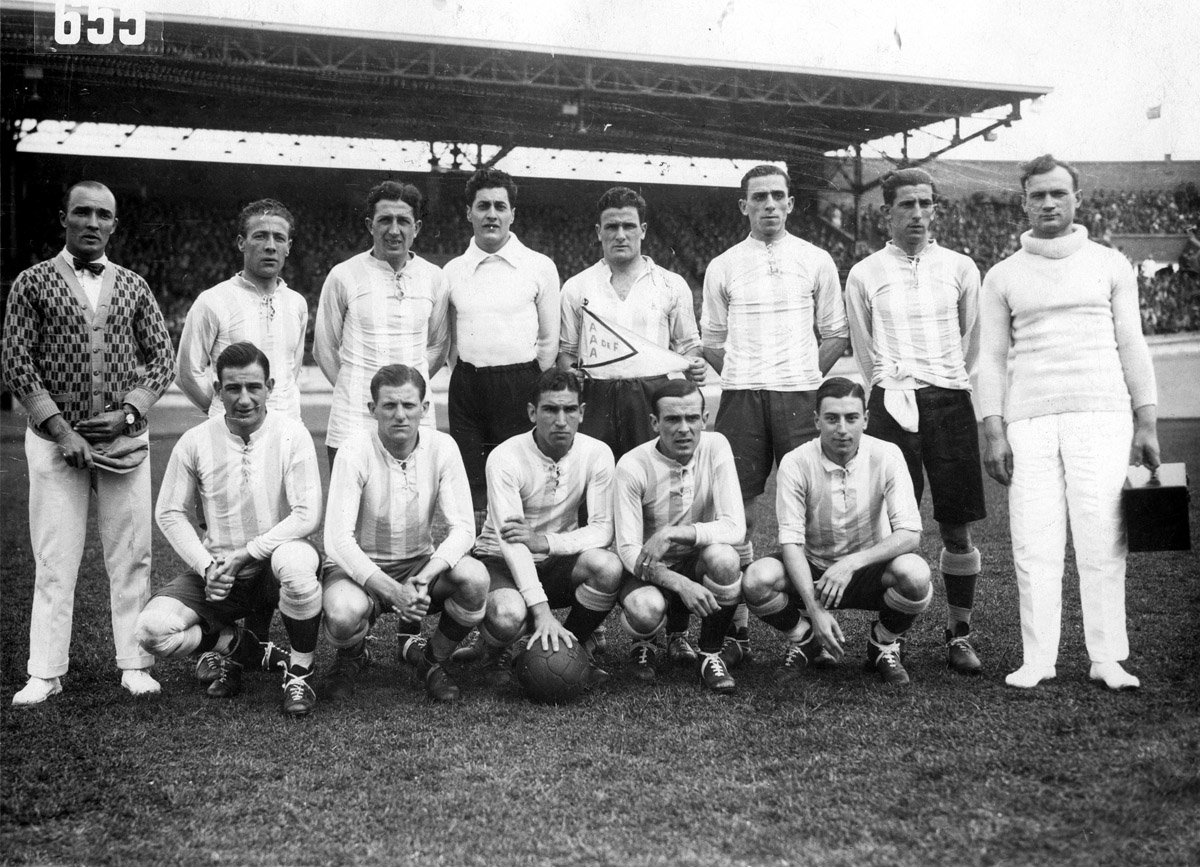
Team dat in 1928 de zilveren medaille won op de Olympische Spelen

Het eerste grote internationale toernooi voor het land waren de Olympische Spelen van 1928 in Amsterdam. Voor de invoering van het WK stonden de Olympische Spelen gelijk aan het WK en had het voetbal er ook veel meer aanzien dan de bijrol die het nu speelt op de Olympische Spelen. Na een verpletterende 11-2 overwinning op de Verenigde Staten, werden ook België (6-3), en Egypte (6-0) afgedroogd. In de finale trof het land de buren van Uruguay, en de verdedigende kampioen. Na een 1-1 gelijkspel verloor Argentinië de replay en ging met de zilveren medaille naar huis.

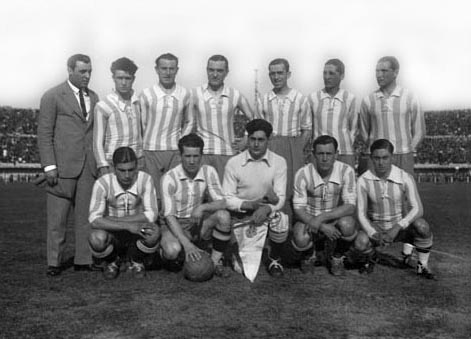
Elftal dat in 1930 tegen Mexico speelde op het WK.

In 1929 was Argentinië opnieuw gastland van het Zuid-Amerikaanse kampioenschap en kon ook nu weer winnen. De finale werd gespeeld in het Estadio Gasómetro tegen Uruguay. De meeste spelers zouden ook een jaar later op het allereerste WK staan. Het WK werd georganiseerd in buurland Uruguay en er was geen kwalificatie voor nodig. De belangrijkste spelers van dit eerste WK waren Ángel Bossio, Juan Botasso, Attilio Demaría, Ramón Muttis, Juan Evaristo, Adolfo Zumelzú, Luis Monti, Natalio Perinetti, Carlos Peucelle, Guillermo Stábile en Francisco Varallo. Na overwinningen op Frankrijk, Mexico en Chili stootte het elftal door naar de halve finale, waar de Verenigde Staten met 6-1 verslagen werden. Op 30 juli 1930 stond het land in de eerste WK-finale tegen de eeuwige rivaal Uruguay, dat met 4-2 de eerste wereldbeker won en na twee olympische titels op rij de terechte kampioen was. De Argentijn Guillermo Stábile was wel de topschutter van het toernooi met 8 doelpunten.
Op het volgende WK in Italië vier jaar later was er geen groepsfase maar rechtstreeks uitschakeling, waardoor het toernooi al na één wedstrijd eindigde voor het land. Zweden versloeg hen met 3-2.

### Lange afwezigheid
Nadat buurland Uruguay zijn eigen titel al niet meer verdedigde in 1934, omdat er weinig Europese landen afgezakt waren naar het eerste WK, liet Argentinië verstek gaan in 1938, omdat Frankrijk de organisatie toegewezen kreeg en niet Argentinië, waardoor het toernooi voor de tweede keer op rij in Europa plaatshad. Door de Tweede Wereldoorlog vonden er in 1942 en 1946 geen wereldbekers plaats. Door een conflict met buurland Brazilië bleef het land ook thuis voor het WK in 1950 en ook in 1954 nam Argentinië niet deel. Door deze lange afwezigheid en het feit dat er dus geen kwalificatie- en groepswedstrijden gespeeld werden, tikte het aantal caps voor de internationals niet aan. Legendarische spelers als Herminio Masantonio, José Manuel Moreno, Adolfo Pedernera, Ángel Labruna, Norberto Méndez, Juan Carlos Muñoz, Félix Loustau en Alfredo Di Stéfano hebben daardoor allen maar een beperkt aantal wedstrijden voor hun land gespeeld. In het Zuid-Amerikaans kampioenschap zegevierde Argentinië van 1937 tot 1957 wel zeven keer, van 1939 tot 1960 onder leiding van coach Guillermo Stábile.
In 1951 speelde het land voor de eerste keer tegen Engeland, de moeder van het voetbal. Engeland won op Wembley met 2-1. Twee jaar later volgde een nieuwe wedstrijd in Buenos Aires die Argentinië won met 3-1. Ernesto Grillo scoorde er een wereldgoal en werd een held in zijn thuisland.

### Van Los Carasucias tot de ramp van Zweden

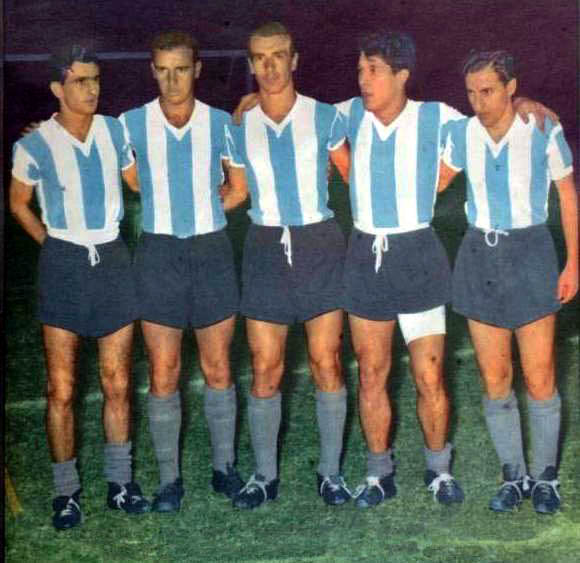
Los Carasucias: Corbatta, Maschio, Angelillo, Sívori en Cruz.

Het elftal dat in 1957 de Copa América won versloeg Colombia met 8-2 en won ook de andere wedstrijden met redelijk verschil. Alhoewel ze in de laatste wedstrijd de boot ingingen tegen Peru eindigden ze toch eerste met tien punten. De aanvalslinie, gevormd door Omar Oreste Corbatta, Humberto Maschio. Antonio Angelillo, Omar Sívori en Osvaldo Cruz was erg vermaard en wordt nog steeds herinnerd door de media en voetbalfans als Los Carasucias (The Dirty Faces).
Op het WK in 1958 maakte het land na 24 jaar zijn rentree. Coach Stábile riep sterren Sívori, Maschio en Angelillo niet op omdat ze in de Italiaanse competitie speelden. Ondanks goede spelers als Amadeo Carrizo, Pedro Dellacha, José Ramos Delgado, Oreste Corbatta, Ángel Labruna en José Sanfilippo miste het team toch ervaring en ging roemloos onderuit in de eerste ronde. Tegen Tsjecho-Slowakije kreeg het land zelfs een 6-1 pandoering (een van de zwaarste nederlagen in de WK-historie). Deze slechte prestatie werd thuis El desastre de Suecia genoemd (de ramp van Zweden).

### Overgang
Een jaar later won het elftal wel al voor de twaalfde keer de Copa América, waar ze vijf van de zes wedstrijden wonnen. Enkele sterkhouders waren Oreste Corbatta, Vladislao Cap, Carlos Griguol, Juan José Pizzuti, Jorge Griffa en Carmelo Simeone. Coach Stábilé werd na bijna twintig jaar dienst vervangen door het triumviraat Victorio Spinetto, José Della Torre en José Barreiro. Het zou tot 1991 duren vooraleer Argentinië opnieuw de Copa América zou winnen.
In 1959 werd José Manuel Moreno bondscoach, al bleef hij niet lang aan. Onder zijn leiding nam Argentinië deel aan het extra Zuid-Amerikaanse kampioenschap van 1959. Brazilië werd met 4-1 verslagen (drie goals van José Sanfilippo), maar van Uruguay kregen ze een 5-0 pandoering en uiteindelijk werden ze tweede. Na het toernooi nam Guillermo Stábile het roer weer over van Moreno.
In 1960 won het land de derde en laatste editie van het Pan-Amerikaans kampioenschap voetbal dat gehouden werd in het Costa Ricaanse San José. Datzelfde jaar verloor het land nog drie keer van Brazilië. Stábile beëindigde zijn tweede termijn als bondscoach en werd vervangen door Victorio Spinetto, die maar één jaar zou aanblijven.
In 1961 ging het land op Europese tour en speelde tegen verschillende landen, maar kon enkel tegen Portugal winnen. Juan Carlos Lorenzo leidde het team op het WK 1962, waar het land een povere prestatie leverde en meteen uitgeschakeld werd. Op het Zuid-Amerikaans kampioenschap van 1963 won de club wel van Colombia, Brazilië en Ecuador, maar door nederlagen tegen Bolivia en Peru eindigden ze toch slechts op de derde plaats.

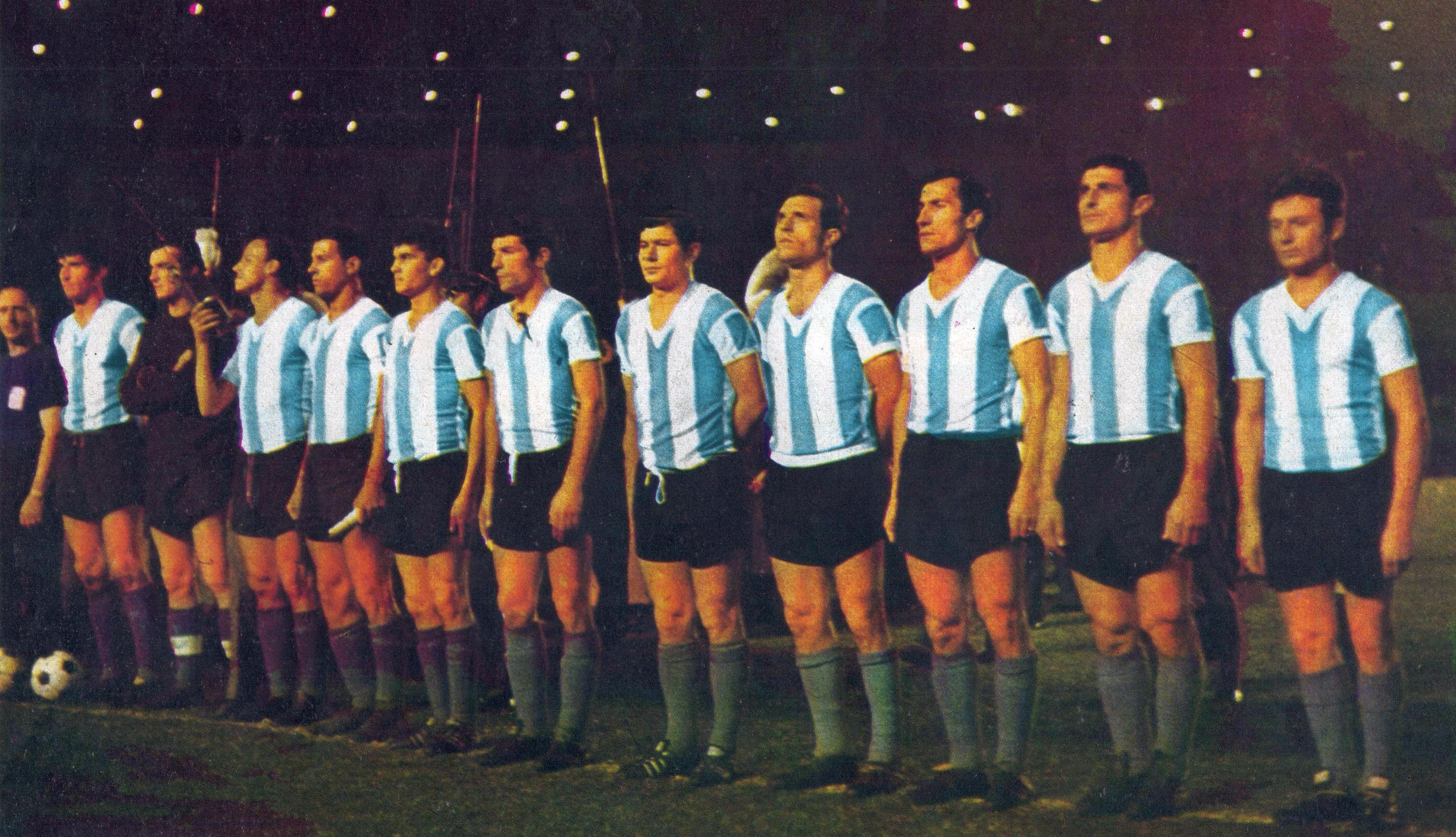
Elftal dat de Nations' Cup won in 1964.

Onder leiding van José María Minella won het land de Nations' Cup in 1964. Brazilië organiseerde dit toernooi ter ere van het vijftigjarig bestaan van het nationale elftal. Ook Portugal nam hieraan deel en het toernooi werd ook wel het kleine WK genoemd. Argentinië bleef ongeslagen en versloeg het Brazilië van Pelé met 3-0. De overwinning werd geprezen door de media omdat Brazilië al niet meer thuis verloren had sinds de WK-finale van 1950. Ze lieten bij dit toernooi ook geen goals binnen. Enkele opmerkelijke spelers waren Ameadeo Carrizo, José Ramos Delgado, Carmelo Simeone, Antonio Rattín, Ermindo Onega, Alfredo Rojas en Roberto Telch.
Minella leidde zijn team ook naar het WK 1966 in Engeland. Nadat de kwalificatie afgewongen werd verliet Minella het team en werd vervangen door Osvaldo Zubeldía. Echter bleef hij ook maar één wedstrijd. Juan Carlos Lorenzo werd voor de tweede keer bondscoach. Op het WK versloeg het land Spanje en Zwitserland en speelde gelijk tegen West-Duitsland. In de kwartfinale trof het land organisator Engeland en verloor in een controversiële wedstrijd met 1-0. Middenvelder Antonio Rattín werd door de Duitse scheidsrechter van het veld gestuurd omdat hij brutaal geweest zou zijn tegen hem, terwijl de scheidsrechter geen Spaans sprak en hem dus niet kon verstaan. Rattín weigerde het veld te verlaten omdat hij dacht dat de scheidsrechter in het voordeel van de Engelsen floot. Om zijn ongenoegen te uiten ging hij op de rode loper zitten die uitsluitend voor de koningin bestemd was. Twee politieagenten moesten hem van het veld begeleiden en als laatste blijk van ongenoegen kreukte hij een Engelse vlag. Dit leidde tot een lange rivaliteit tussen Engeland en Argentinië en zelfs tot het invoeren van de gele en rode kaart, die voorheen niet bestonden. Buiten Rattín waren ook doelmannen Antonio Roma en Hugo Gatti, verdedigers Roberto Perfumo, Silvio Marzolini, José Varacka, middenvelders José Pastoriza, Carmelo Simeone en aanvallers Ermindo Onega, Luis Artime Oscar Más opmerkelijk spelers van dit elftal.
De volgende opdracht was het Zuid-Amerikaans kampioenschap in 1967 in buurland Uruguay. Argentinië deed het goed en won vijf van de zes wedstrijden, maar de nederlaag tegen het gastland deed hun de das om. Luis Artime was met 5 goals wel topscorer van het toernooi. De volgende jaren wisselden de bondscoaches zich in sneltempo af.
In 1969 begon het land onder leiding van Adolfo Pedernera met de voorbereidingen voor het WK 1970. In een groep met Peru en Bolivia ging het team al meteen met de billen bloot en verloor twee keer op rij. Thuis konden ze wel winnen van Bolivia, maar een gelijkspel tegen Peru zorgde ervoor dat ze laatste werden in hun groep. Het was de enige keer tot nu toe dat het land zich niet voor een WK kon kwalificeren.
Na dit debacle werd Juan José Pizzuti de nieuwe bondscoach, hij had enkele jaren eerder met Racing Club zowel de CONMEBOL Libertadores als intercontinentale beker gewonnen. Er werd van 1967 tot 1975 geen Zuid-Amerikaans kampioenschap georganiseerd waardoor het land enkel vriendschappelijke wedstrijden speelde. In 1972 nam Omar Sívori het roer over. Hij won in München een vriendschappelijke wedstrijd tegen West-Duitsland met 2-3. In september 1973 begon de kwalificatie voor het WK in 1974. Argentinië zat in een groep met Bolivia en Paraguay. Bolivia speelde zijn thuiswedstrijden in La Paz, een stad op meer dan 3500 meter boven de zeespiegel. Spelers die niet gewoon zijn aan deze hoogte kunnen zuurstofgebrek krijgen of ziek worden. Sívori besloot te anticiperen en zijn team op hoogtestage te sturen naar Tilcara in de provincie Jujuy. Het betrof de spelers Rubén Glaria, Marcelo Trobbiani, Rubén Galván, Aldo Poy, Oscar Fornari, Ricardo Bochini en Mario Kempes. Daniel Carnevali, Rubén Ayala en Roberto Telch vlogen rechtstreeks naar La Paz. Het plan werkte en Argentinië ging met 0-1 winnen in Bolivia, een goal gescoord door Fornari. Het team wist zich uiteindelijk glansrijk te plaatsen voor het WK. Vladislao Cap werd de nieuwe bondscoach. Er werden vier voorbereidingswedstrijden gespeeld tegen Europese teams. Roemenië en Frankrijk werden verslagen, tegen Engeland speelden ze gelijk en van het Nederland van Johan Cruijff kregen ze een 4-1 pak slaag.
Op het WK zelf verloor het land de openingsmatch tegen Polen en speelde dan gelijk tegen Italië. Nadat ze wel met 4-1 konden winnen van Haïti plaatsten ze zich wel voor de tweede ronde, die ook nog in groepsfase beslecht werd. Na een 4-0 nederlaag tegen Nederland en een 2-1 tegen Brazilië konden ze de eer nog enigszins redden met een gelijkspel tegen Oost-Duitsland, maar dat weerhield hen niet van de laatste plaats. Enkele bekende spelers waren doelmannen Daniel Carnevali en Ubaldo Fillol, verdedigers Roberto Perfumo, Rubén Glaria, Enrique Wolff, middenvelders Miguel Ángel Brindisi, Roberto Telch, Carlos Babington en aanvallers René Houseman, Mario Kempes, Héctor Yazalde en Aldo Poy.

### Menotti-tijdperk
Hoewel ze toch de tweede ronde bereikten werd dit toch nog als een slechte prestatie gezien. Er moesten veranderingen komen. David Bracuto werd voorzitter van de Argentijns voetbalbond en hij stelde César Luis Menotti aan als bondscoach. Menotti aanvaardde de job maar stelde wel enkele voorwaarden, waaronder het feit dat spelers onder de 25 jaar niet verkocht mochten worden aan buitenlandse clubs. Hij debuteerde op 12 oktober 1974 in een vriendschappelijke wedstrijd tegen Spanje, een eerste aanloop naar het WK 1978 dat in eigen land georganiseerd zou worden. Argentinië speelde 33 vriendschappelijke wedstrijden. Enkele opmerkelijke zeges waren 11-0 tegen Venezuela en 6-0 tegen Mexico. In 1977 maakte de zestienjarige Diego Maradona zijn debuut bij de Albicelestes in een wedstrijd tegen Hongarije, die met 5-1 gewonnen werd.
In 1978 begon het land aan zijn laatste voorbereidingen voor het WK. Hoewel Maradona beschouwd werd als een van de beste spelers werd hij door Menotti niet in de definitieve opstelling voor het WK weerhouden. Volgens sommige bronnen werd Menotti door de militaire junta, die nu de plak zwaaide in Argentinië, gedwongen om Maradona thuis te laten en in de plaats Norberto Alonso mee te nemen. Anderen zeiden dan weer dat er te veel aanvallende middenvelders waren (Alonso, Kempes, Villa, Valencia, Larrosa). Het WK opende voor Argentinië op 2 juni 1978 in een wedstrijd tegen Hongarije. Leopoldo Luque en Daniel Bertoni scoorden en het werd 2-1. Ook de tweede wedstrijd tegen Frankrijk werd met die cijfers gewonnen (goals van Daniel Passarella en opnieuw Luque). De derde wedstrijd werd verloren tegen Italië, maar ze waren toch geplaatst voor de tweede groepsfase. De tweede plaats was misschien niet zo slecht want ze kwamen in een groep met Brazilië, Polen en Peru, terwijl als ze groepswinnaar geworden waren zaten ze in een groep met Nederland, West-Duitsland en Oostenrijk. Dankzij twee goals van Kempes werd Polen met 2-0 opzij gezet. Tegen Brazilië volgde een scoreloos gelijkspel en tegen Peru een klinkende 6-0 overwinning. Dankzij deze hoge score versloeg Argentinië buur Brazilië op doelsaldo en baande zich zo een weg naar de finale. Later werd er gespeculeerd dat de wedstrijd vervalst was, aangezien Peru met zo'n zware cijfers verloor en Argentinië kort daarna veel graan exporteerde naar Peru. In het Estadio Monumental speelde Argentinië zijn tweede WK-finale. Mario Kempes scoorde na 38 minuten, maar in de 82ste minuut maakte Nederland gelijk waardoor de wedstrijd op verlengingen uitdraaide. In de verlenging scoorde Kempes nogmaals en Daniel Bertoni dikte de score aan tot 3-1. Argentinië werd het tweede Zuid-Amerikaanse land dat thuis de titel kon houden. Kempes was topscorer van het toernooi met 6 goals. De spelers die de finale speelden waren Ubaldo Fillol, Jorge Olguín, Luis Galván, Daniel Passarella, Alberto Tarantini, Osvaldo Ardiles, Américo Gallego, Mario Kempes, Daniel Bertoni, Leopoldo Luque en Oscar Ortiz.
Menotti bleef coach voor het land en ook Maradona werd nu een vaste waarde. Hij scoorde zijn eerste doelpunt in Glasgow in een wedstrijd tegen Schotland, die met 1-3 gewonnen werd. Op de Copa América 1979 kon Argentinië het succes niet doortrekken. In een groep met Bolivia en Brazilië verloor het land de twee uitwedstrijden. Thuis konden ze winnen van Bolivia en gelijk spelen tegen Brazilië, maar ze eindigden op de laatste plaats in hun groep.
Hoogtepunt van 1979 was het WK onder de 20 jaar in Tokyo. Met sterkhouders als Maradona en Ramón Díaz kon het land dit toernooi op zijn naam schrijven.
In 1980 werd in Uruguay de Mundialito georganiseerd, een toernooi met ter ere van het vijftigjarig bestaan van het WK met de winnaars als deelnemers. Argentinië won van West-Duitsland en speelde gelijk tegen Brazilië, omdat Brazilië met zwaardere cijfers won van West-Duitsland mochten zij naar de finale. Aangezien het team als titelverdediger al geplaatst was voor het WK in Spanje werden enkel vriendschappelijke wedstrijden gespeeld naar aanloop hiervan.
Het elftal dat zijn titel moest verdedigen bestond voornamelijk uit de winnaars van 1978, aangevuld met Maradona en Ramón Díaz. Argentinië begon als topfavoriet aan het toernooi voor een volgepakt Camp Nou. Echter vloerde de Belg Erwin Vandenbergh de doelman en zorgde voor een nederlaag. In de tweede wedstrijd stond Hongarije op het programma. Geen hapklare brok aangezien ze hun eerste groepswedstrijd met 10-1 gewonnen hadden van El Salvador, maar toch ging het team voor de bijl en verloor met 4-1. Nadat ook El Salvador nog met 2-0 verslagen werd, plaatste Argentinië zich voor de tweede ronde, maar moest België wel voor laten gaan. In de tweede ronde verloor het land van Italië en Brazilië en werd zo uitgeschakeld. Door dit minder goed resultaat besloot Menotti om zijn post als bondscoach te verlaten.

### Carlos Bilardo-tijdperk
Carlos Bilardo werd de nieuwe bondscoach. Hij had in 1982 het Metropolitano-kampioenschap gewonnen met Estudiantes. In de eerste wedstrijd onder zijn leiding, op 12 mei 1983, speelde de ploeg met 2-2 gelijk tegen buurland Chili. Bij de strijd om de Copa América 1983 werd het team al in de eerste ronde uitgeschakeld. Het team werd opgebouwd uit spelers die allen in de Argentijnse competitie speelden: doelmannen Ubaldo Fillol en Nery Pumpido, verdedigers Néstor Clausen, José Luis Brown, Enzo Trossero, Julio Olarticoechea en Roberto Mouzo; middenvelders Claudio Marangoni, Jorge Burruchaga, Alejandro Sabella en José Daniel Ponce; aanvallers Ricardo Gareca, Alberto Márcico.
Na de Copa América reisde het team naar Calcutta om daar de Nehru Cup te spelen, een serie van vriendschappelijke wedstrijden. In Europa speelden de Argentijnen ook enkele vriendschappelijke wedstrijden waaronder tegen West-Duitsland, waar ze in Düsseldorf met 1-3 wonnen.
In de kwalificatie voor het WK 1986 begon de club maar met een nipte 2-3 zege tegen kneusje Venezuela. Ook de volgende drie wedstrijden werden gewonnen waardoor de kwalificatie binnen handbereik leek, maar na een verlies tegen Peru leek dit nog niet zo zeker want op de laatste speeldag moesten beide teams tegen elkaar. Het werd een gelijkspel waardoor Argentinië zich als groepswinnaar plaatste. Peru leidde wel lang met 2-1, maar Ricardo Gareca kon nog de gelijkmaker maken. Ondanks de kwalificatie kreeg Bilardo bakken kritiek in de media omdat hij te defensief zou spelen. In de aanloop naar het WK verloor de club van Frankrijk en Noorwegen en kon dan wel Israël met 7-2 verslaan.
De hoop voor het WK werd gevestigd op Maradona. De openingswedstrijd werd met 3-1 gewonnen van Zuid-Korea. De tweede wedstrijd was tegen regerend wereldkampioen Italië. Nadat de Italianen al na zes minuten op voorsprong kwamen kon Maradona in de 34ste minuut de gelijkmaker scoren. Nadat ook de laatste wedstrijd gewonnen werd tegen Bulgarije ging Argentinië als groepswinnaar naar de tweede ronde. Hier trof het land de aartsrivaal Uruguay, die met 1-0 opzij gezet werd. In de kwartfinale trof het land Engeland, twintig jaar na het incident met Rattín. Maradona scoorde met een handsbal en spoorde zijn medespelers aan om te doen alsof het geldig was zodat de scheidsrechter het ook zou goedkeuren, wat hij ook deed. Na de wedstrijd zou hij beweren dat het de hand van God was die gescoorde had. In een interview met de ARD gaf hij in 2006 toch de handsbal toe. Nauwelijks vier minuten na de controversiële goal scoorde hij met een 'rush' vanaf de middenlijn, waarbij hij 5 Engelse spelers passeerde. Deze goal werd later uitgeroepen tot goal van de eeuw door de FIFA. Engeland kon wel nog de aansluitingstreffer scoren maar verloor toch met 2-1. De overwinning werd uitbundig gevierd gezien de rivaliteit die er sowieso al was tussen de teams en ook nog doordat enkele jaren eerder Argentinië de Falklandoorlog verloren had van het Verenigd Koninkrijk. In de halve finale werd België met 2-0 opzij gezet en in de finale troffen ze West-Duitsland. José Luis Brown opende de score voor de Argentijnen en Jorge Valdano dikte aan tot 2-0. Na goals van Karl-Heinz Rummenigge en Rudi Völler keerde de Mannschaft echter weer langszij. In de 84ste minuut scoorde Jorge Burruchaga dan de winnende goal voor Argentinië. Maradona werd ook bekroond door de FIFA als beste speler van het toernooi. Het elftal dat de finale haalde was Nery Pumpido, Brown, José Luis Cuciuffo, Oscar Ruggeri, Olarticoechea, Ricardo Giusti, Sergio Batista, Enrique, Burruchaga, Maradona en Valdano.
Na de zege op het WK speelde Argentinië geen wedstrijd meer tot 1987 toen een nieuwe editie van de Copa América zich aanmeldde. Nadat de drie vorige edities niet in één land gespeeld werden veranderde de CONMEBOL het format. Argentinië werd gastheer. Na een gelijkspel tegen Peru en een overwinning op Ecuador plaatste het team zich voor de halve finale die ze met 0-1 verloren van Uruguay. Eind 1987 won het land thuis nog een vriendschappelijke wedstrijd tegen West-Duitsland. In 1988 speelden ze het vriendschappelijke toernooi Four Nations Cup, waarin ze verloren van de Sovjet-Unie en West-Duitsland. Hierna ging het team naar Australië om daar de Australia Bicentennial Gold Cup te spelen. Hier maakten ze geen al te goede beurt met een zege tegen Saoedi-Arabië en een zwaar 4-1 verlies tegen Australië.
In de Copa América 1989 in Brazilië werd het team groepswinnaar en plaatste zich voor de finaleronde met vier teams. In deze ronde verloor het team van Uruguay en Brazilië en speelde gelijk tegen Paraguay. Buiten een aantal van de voormalige wereldkampioenen speelden ook Claudio Caniggia, Abel Balbo, Luis Islas, Roberto Sensini, Gabriel Calderón, Néstor Gorosito en Pedro Troglio op het toernooi in het shirt van de Albicelestes.
Als titelverdediger moest het land zich niet kwalificeren voor het WK 1990. Ze speelden in aanloop enkele vriendschappelijke wedstrijden die niet altijd goed verliepen, zoals een nederlaag tegen Mexico en Schotland. De laatste voorbereidingswedstrijd won het land, net zoals vier jaar eerder tegen Israël. Jorge Valdano, een van de sterkhouders in Mexico '86, trainde heel hard om fit te zijn voor het WK, maar werd door Bilardo niet geselecteerd waarop hij de beroemde uitspraak deed: ik zwom de oceaan over, maar verdronk aan de kust. Argentinië verloor de openingswedstrijd tegen Kameroen. De tweede wedstrijd werd met 2-0 gewonnen van de Sovjet-Unie, maar hierbij blesseerde doelman Pumpido zich wel, waardoor hij out was voor de rest van het toernooi en vervangen werd door Sergio Goycochea. Na nog een gelijkspel tegen Roemenië mocht het land, als derde van de groep, door naar de tweede ronde. Hier trof het de groepswinnaar van groep C, Brazilië, dat alle wedstrijden tot dan toe gewonnen had. Brazilië speelde veel beter dan Argentinië en Müller en Careca bestormden het doel maar konden het niet afmaken. In de tweede helft was Brazilië niet zo volhardend als in de eerste helft en dit opende mogelijkheden voor Argentinië. Met nog negen minuten te spelen dribbelde Maradona van op het middenveld langs drie opponenten en gaf een pas aan Claudio Caniggia die kon scoren. Het was de eerste keer dat Argentinië van Brazilië kon winnen op een WK. Deze wedstrijd wordt door de media en fans nog steeds herinnerd als een van de meest merkwaardige van het nationale elftal.
In de kwartfinale trof het land Joegoslavië, waar het 0-0 bleef na verlengingen. Maradona miste een strafschop maar Goycoechea stopte twee strafschoppen en werd een held. In de halve finale botste het land op gastland Italië. De Italianen waren favoriet en hadden reeds vijf keer op rij gewonnen. Salvatore Schillaci was topscorer van het toernooi en zou later tot beste speler van het toernooi uitgeroepen worden. Bovendien moest Argentinië het redden zonder sterkhouder Maradona. Desalniettemin zette Argentinië zijn beste prestatie van het toernooi neer en het stond 1-1 na 90 minuten. In de verlengingen vielen geen doelpunten waardoor het opnieuw op strafschoppen uitdraaide. Doelman Goycoechea werd opnieuw de nationale held. Nadat hij de strafschop van Roberto Donadoni stopte, liet hij ook de penalty van Aldo Serena niet door waardoor Argentinië naar zijn tweede opeenvolgende finale ging. In de finale trof het land West-Duitsland, dat getraind werd door Franz Beckenbauer. Caniggia had een tweede gele kaart gekregen in de wedstrijd tegen Italië en miste hierdoor de finale. West-Duitsland begon als favoriet aan de finale. Ze hadden efficiënt voetbal gespeeld en waren en goede ploeg, in tegenstelling tot Argentinië dat enkel tegen Italië uitblonk. Bovendien waren de Duitse spelers fit terwijl sommige Argentijnen net uit een blessure kwamen zoals Maradona. In de 83ste minuut kreeg West-Duitsland van de Mexicaanse scheidsrechter Edgardo Codesal een penalty nadat hij een fout meende te zien van Roberto Sensini op Rudi Völler. De penalty werd hevig geprotesteerd door de Argentijnen. Andreas Brehme trapte de bal binnen en bezorgde West-Duitsland de derde wereldtitel. Na het toernooi bood coach Bilardo zijn ontslag aan, net als Maradona die verklaarde zijn laatste wedstrijd gespeeld te hebben voor het nationale elftal.

### Jaren negentig
Alfio Basile werd de nieuwe bondscoach. Hij trok de kaart van de jeugd en riep aanvankelijk voornamelijk spelers op die in Argentinië voetbalden en niet in grote Europese competities. De eerste wedstrijd onder Basile werd op 19 februari 1991 gespeeld in Rosario. In een vriendschappelijk duel won de ploeg met 2-0 van Hongarije.
Het eerste toernooi voor Basile was de Copa América 1991 in Chili. Het team won alle groepswedstrijden. In de finaleronde begon het team met een 3-2 overwinning op Brazilië. Na nog een scoreloos gelijkspel tegen Chili versloegen ze Colombia nog met 2-1 waardoor Argentinië voor het eerst in 32 jaar de trofee won. Gabriel Batistuta begon in 1991 zijn carrière bij de Albiceleste en werd meteen topscorer van het toernooi met zes doelpunten. Andere opmerkelijke spelers waren Sergio Goycochea, Leonardo Astrada, Claudio Caniggia, Diego Simeone, Dario Franco en Leo Rodríguez.
In 1992 won het team het vriendschappelijke toernooi Kirin Cup en versloeg hier Japan en Wales. Ook de King Fadh Cup werd gewonnen na zeges op Ivoorkust en Saoedi-Arabië.
Op 24 februari 1993 keerde Maradona terug naar het nationale elftal voor de Artemio Franchi Cup. Een beker die gespeeld werd tussen de Europese en Zuid-Amerikaanse kampioen. Argentinië won van Denemarken na strafschoppen. Datzelfde jaar werd ook de Copa América 1993 georganiseerd in Ecuador. Na zijn schorsings wegens druggebruik was Maradona weer beschikbaar maar Basile nam hem niet op in de selectie en liet Simeone met het legendarische nummer 10 spelen. Ze speelden gelijk tegen Mexico en Colombia en wonnen tegen Bolivia. Hierna versloegen ze Brazilië en Colombia telkens na strafschoppen met 6-5 en plaatste zich zo voor de finale tegen Mexico. Batistuta scoorde twee keer en bezorgde zijn land de veertiende zege in de Copa América. Ze konden in het hele toernooi maar twee wedstrijden winnen binnen de 90 minuten.
Na de Copa América begon de kwalificatie voor het WK in de Verenigde Staten. Ze begonnen met twee uitzeges maar dan volgden een nederlaag tegen Colombia, een overwinning op Peru en een gelijkspel tegen Paraguay. Op de laatste speeldag ontving Argentinië thuis het Colombia van Carlos Valderrama. Colombia telde een punt meer dus Argentinië moest winnen om zich rechtstreeks de kwalificeren. Echter draaide het op een catastrofe uit. Colombia maakte brandhout van de Argentijnen en smeerde hen een 0-5 nederlaag in eigen huis aan, de zwaarste nederlaag sinds de 1-6 nederlaag op het WK van 1958. Argentinië moest naar de intercontinentale eindronde langs de winnaar van de kwalificatie van Oceanië. El Gráfico, het belangrijkste sporttijdschrift in Argentinië drukte op zijn volgende cover een zwarte pagina met daarop het woord schande. Coach Basile vroeg Maradona om terug voor hen te komen spelen omdat het land hem nodig had. Hij aanvaardde dit en vloog met zijn team naar Sydney voor de heenwedstrijd die in 1-1 eindigde. Argentinië moest dus de klus opnieuw in eigen huis zien te klaren. Batistuta kon het verlossende doelpunt scoren waardoor het team na een 1-0 overwinning naar het WK mocht.
In de aanloop naar het WK verloor het team van Brazilië, maar kon wel winnen tegen Marokko en Israël. Het WK begon veelbelovend tegen Griekenland. Voor de Grieken was dit het eerste optreden op een WK en ze gingen meteen met 4-0 de boot in, Batistuta scoorde een hattrick. Ook de tweede wedstrijd was tegen een debutant, Nigeria, dat met 2-1 verslagen werd, Caniggia scoorde twee keer. Na deze wedstrijd werd het land meteen tot topfavoriet gebombardeerd door het goede voetbal wat gebracht werd. Maradona werd na de wedstrijd tegen Nigeria betrapt op gebruik van verboden middelen. Om eventuele straffen te ontlopen zette de Argentijnse bond Maradona meteen uit de ploeg, uiteindelijk werd de superster vijftien maanden geschorst door de FIFA. De laatste groepswedstrijd werd met 2-0 verloren van Bulgarije en doordat Nigeria en Bulgarije, met evenveel punten, een beter doelsaldo hadden werden ze derde. In deze tijd gingen de beste derdes wel nog naar de tweede ronde waar ze op Roemenië botsten. De Roemenen wonnen met 3-2 en zorgden voor een vroegtijdigde uitschakeling.
Op de Copa América 1995 bereikte het land de tweede ronde, maar verloor daar na strafschoppen van Brazilië. Twee jaar later gingen ze er opnieuw in de tweede ronde uit, nu tegen Peru. Bij de kwalificatie voor het WK 1998 werd het land groepswinnaar. Met spelers als Batistuta, Claudio López, Ariel Ortega, Mauricio Pineda en Javier Zanetti werd het land autoritair groepswinnaar, in een niet al te zware groep met Kroatië, Japan en Jamaica. In de tweede ronde botsen ze op de oude rivaal Engeland en konden ze na de strafschoppenreeks naar de kwartfinale. Hier gingen ze met 2-1 de boot in tegen Nederland en werden zo uitgeschakeld.
In de Copa América 1999 werd het land opnieuw in de tweede ronde gewipt. Twee jaar later trok het land zich terug uit de Copa América, die in Colombia georganiseerd werd, nadat spelers doodsbedreigingen gekregen hadden van terreurgroepen.

### Jaren 2000
Bij de kwalificatie voor het WK 2002 werd het land autoritair winnaar met twaalf punten voorsprong op de nummer twee, Ecuador. Op het WK begon het land met een zuinige 1-0 zege tegen Batistuta. In de tweede wedstrijd werd het land gevloerd door David Beckham en moest de laatste wedstrijd tegen Zweden winnen om door te stoten. De Zweden kwamen op voorsprong, Hernán Crespo kon in de 88ste minuut de gelijkmaker binnen trappen, maar dit mocht niet meer baten door het gelijkspel van Engeland tegen Nigeria en het toernooi was voor het eerst sinds 1962 al in de eerste ronde afgelopen voor de Argentijnen. Op de Copa América 2004 bereikte het land de tweede ronden zette daar Peru en later Colombia opzij. In de finale verloren ze echter van Brazilië, waardoor een veertiende titel uitbleef. Enkele spelers van toen waren Roberto Ayala, Andrés D'Alessandro, Luciano Figueroa, Javier Saviola, Carlos Tévez, Lucho González, Kily González en Juan Pablo Sorín.
Samen met Brazilië plaatste het land zich als eerste van de groep voor het WK 2006 in Duitsland Vele spelers waren er twee jaar eerder op de Copa América ook al bij. Met een 2-1 winst op Ivoorkust en een klinkende 6-0 tegen Servië en Montenegro was de kwalificatie al na twee wedstrijden op zak. De jonge Lionel Messi scoorde het zesde doelpunt. Tegen Nederland werd het een scoreloos gelijkspel en door het goede doelsaldo ging het land als groepswinnaar naar de tweede ronde. Argentinië nam het op tegen Mexico en won met 2-1. De winnende goal, gescoord door Maxi Rodríguez werd later door de FIFA uitgeroepen tot beste doelpunt van het toernooi. In de kwartfinale wachtte gastland Duitsland en het werd 1-1 na verlengingen. Bij de strafschoppenreeks ging Argentinië voor de bijl en verloor met 4-2. Na de wedstrijd ontstond er een schermutseling waardoor sommige spelers geschorst werden. Bondscoach José Pekerman nam ontslag na het WK en werd vervangen door Alfio Basile.
In de Copa América 2007 won de club alle groepswedstrijden. In de kwartfinale maakten Juan Román Riquelme, Messi en Javier Mascherano brandhout van Peru en in de halve finale versloegen ze Mexico met zware 0-3 cijfers. Ze waren topfavoriet voor de eindzege maar het was Brazilië dat met de trofee aan de haal ging.
In de kwalificatie voor het WK in Zuid-Afrika eindigde het land op een teleurstellende vierde plaats, die evenwel recht gaf op deelname. Levende legende Maradona was intussen twee jaar bondscoach van de Albiceleste. In de groepsfase met Zuid-Korea, Griekenland en Nigeria liet het land geen enkel punt liggen. Net als op het vorige WK versloeg het land Mexico in de tweede ronde en botste nu opnieuw op Duitsland. Deze keer kregen ze een 0-4 pak slaag van de Mannschaft en was het toernooi opnieuw vroegtijdig gedaan.
De Copa América 2011 werd in eigen land gehouden. Het was het eerste toernooi voor de nieuwe bondscoach Sergio Batista. Ze begonnen met een 1-1 gelijkspel tegen underdog Bolivia en ook tegen Colombia konden de Argentijnen niet winnen. De uitschakeling lonkte maar na een 3-0 zege tegen Costa Rica gingen ze toch naar de kwartfinale waar de eeuwige rivaal Uruguay wachtte. Diego Pérez scoorde al na 5 minuten voor de Uruguayanen, maar Gonzalo Higuaín kon twaalf minuten later al de gelijkmaker binnen trappen. Na verlengingen draaide het uit op strafschoppen. Carlos Tévez miste en Uruguay stootte door naar de halve finale. Batista werd ontslagen en Alejandro Sabella nam het roer over.
In de kwalificatie voor het WK in Brazilië eindigde Argentinië eerste, met twee punten voorsprong op Colombia. Op het WK zelf kwam het land tot in de finale, maar kon geen antwoord geven op Duitslands doelpunt in de verlenging en eindigde het als tweede. In de jaren die volgden verloor Argentinië in de finale van zowel de Copa América 2015 als de Copa América Centenario in een beslissende strafschoppenreeks van Chili.
In de zomer van 2021 werd de Copa América voor het eerst sinds 1993 weer eens gewonnen. Het was voor sterspeler Messi de eerste grote prijs met de nationale ploeg. Anderhalf jaar later in Qatar won Argentinië na 1978 en 1986 voor de derde keer het wereldkampioenschap voetbal. Frankrijk werd in de finale verslagen na verlengingen (3-3) in de strafschoppenserie (4-2). Messi werd verkozen tot beste speler van het toernooi.

## Huidige selectie
De volgende spelers zijn geselecteerd voor de Copa América 2024
Interlands en doelpunten bijgewerkt tot en met de finale tegen Colombia.
| Nr.         | Naam                  | Wed. | Dlpnt. | Club              |
| ----------- | --------------------- | ---- | ------ | ----------------- |
| Doel        |                       |      |        |                   |
| 23          | Emiliano Martínez     | 45   | 0      | Aston Villa       |
| 1           | Franco Armani         | 19   | 0      | River Plate       |
| 12          | Gerónimo Rulli        | 4    | 0      | Ajax              |
| Verdediging |                       |      |        |                   |
| 19          | Nicolás Otamendi      | 117  | 6      | Benfica           |
| 3           | Nicolás Tagliafico    | 63   | 1      | Olympique Lyon    |
| 8           | Marcos Acuña          | 59   | 0      | Sevilla           |
| 26          | Nahuel Molina         | 43   | 1      | Atlético Madrid   |
| 6           | Germán Pezzella       | 41   | 3      | Real Betis        |
| 13          | Cristian Romero       | 36   | 3      | Tottenham Hotspur |
| 4           | Gonzalo Montiel       | 32   | 1      | Nottingham Forest |
| 25          | Lisandro Martínez     | 23   | 1      | Manchester United |
| 2           | Lucas Martínez Quarta | 15   | 0      | Fiorentina        |
| Middenveld  |                       |      |        |                   |
| 7           | Rodrigo De Paul       | 69   | 2      | Atlético Madrid   |
| 5           | Leandro Paredes       | 65   | 5      | AS Roma           |
| 16          | Giovani Lo Celso      | 57   | 3      | Tottenham Hotspur |
| 20          | Alexis Mac Allister   | 31   | 2      | Liverpool         |
| 14          | Exequiel Palacios     | 31   | 0      | Bayer Leverkusen  |
| 18          | Guido Rodríguez       | 30   | 1      | Real Betis        |
| 24          | Enzo Fernández        | 28   | 4      | Chelsea           |
| 21          | Valentín Carboni      | 3    | 0      | Internazionale    |
| Aanval      |                       |      |        |                   |
| 10          | Lionel Messi          | 187  | 109    | Inter Miami       |
| 11          | Ángel Di María        | 145  | 31     | Benfica           |
| 22          | Lautaro Martínez      | 64   | 29     | Internazionale    |
| 15          | Nicolás González      | 39   | 5      | Fiorentina        |
| 9           | Julián Álvarez        | 36   | 9      | Manchester City   |
| 17          | Alejandro Garnacho    | 6    | 0      | Manchester United |

## Spelers met de meeste selecties

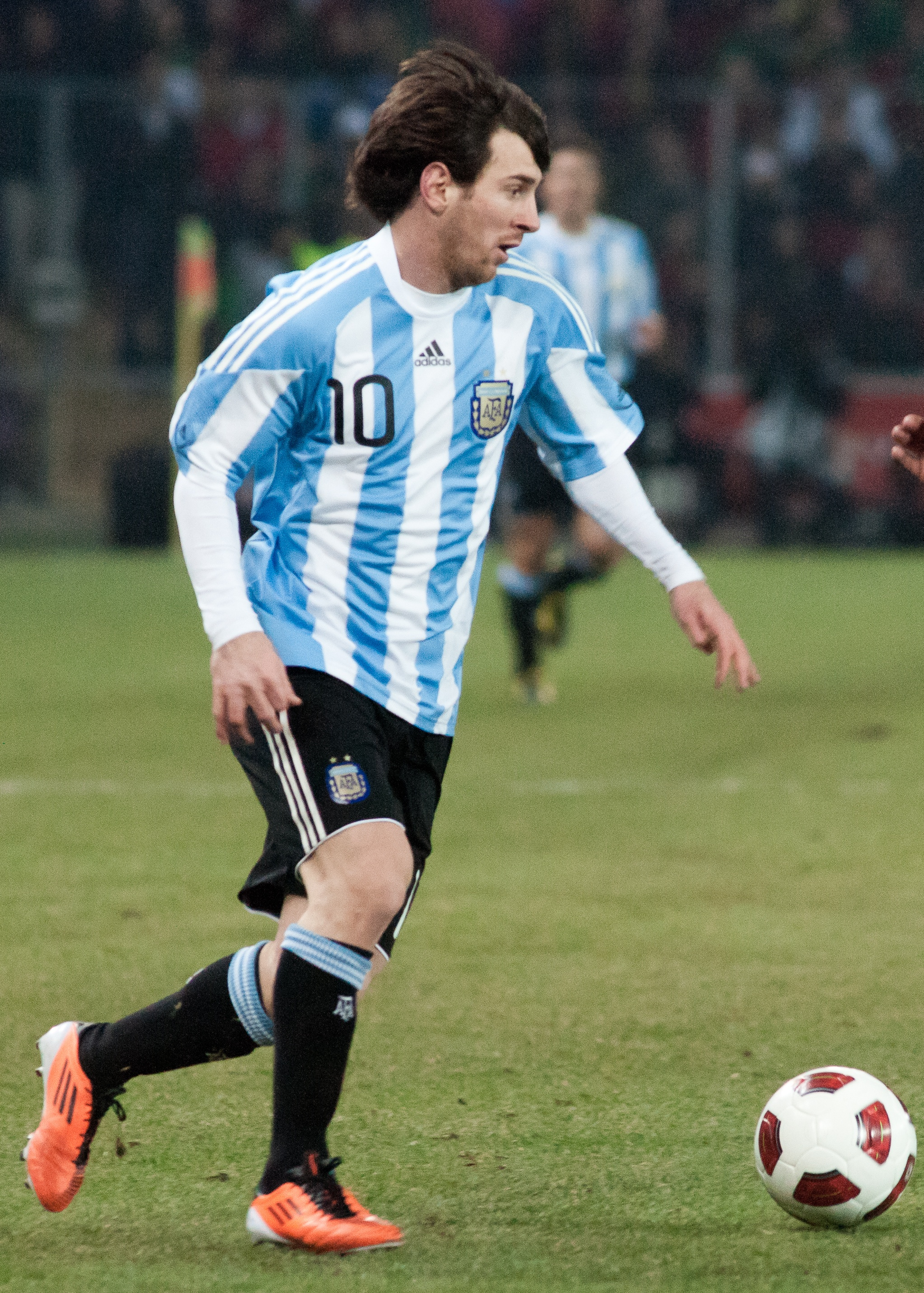
Lionel Messi, recordinternational met 191 caps en topscorer met 112 doelpunten

|    | Naam              | Carrière  | Caps | Goals |
| -- | ----------------- | --------- | ---- | ----- |
| 1  | Lionel Messi      | 2005–     | 191  | 112   |
| 2  | Javier Mascherano | 2003–2018 | 147  | 3     |
| 3  | Ángel Di María    | 2008–2024 | 145  | 31    |
| 3  | Javier Zanetti    | 1994–2011 | 145  | 4     |
| 5  | Nicolás Otamendi  | 2009–     | 117  | 6     |
| 6  | Roberto Ayala     | 1994–2007 | 115  | 7     |
| 7  | Diego Simeone     | 1988–2002 | 106  | 11    |
| 8  | Sergio Agüero     | 2006-2021 | 101  | 41    |
| 9  | Oscar Ruggeri     | 1983–1994 | 97   | 7     |
| 10 | Sergio Romero     | 2009–2018 | 96   | 0     |

Bijgewerkt t/m 20 november 2024

## Topscorers
|    | Speler              | Carrière  | Goals | Caps | Gemiddelde |
| -- | ------------------- | --------- | ----- | ---- | ---------- |
| 1  | Lionel Messi        | 2005–     | 112   | 191  | 0,586      |
| 2  | Gabriel Batistuta * | 1991-2002 | 56    | 78   | 0,717      |
| 3  | Sergio Agüero       | 2006–2021 | 41    | 101  | 0,4        |
| 4  | Hernán Crespo       | 1995–2007 | 35    | 64   | 0,555      |
| 5  | Diego Maradona      | 1977–1994 | 34    | 91   | 0,374      |
| 6  | Lautaro Martínez    | 2018–     | 32    | 70   | 0,457      |
| 7  | Gonzalo Higuaín     | 2009–2018 | 31    | 75   | 0,413      |
| 7  | Ángel Di María      | 2008–     | 31    | 145  | 0,214      |
| 9  | Luis Artime         | 1961–1967 | 24    | 25   | 0,960      |
| 10 | Leopoldo Luque      | 1975–1981 | 22    | 45   | 0,488      |
| 10 | Daniel Passarella   | 1976–1986 | 22    | 70   | 0,314      |

Bijgewerkt t/m 20
November 2024
* Batistuta speelde 78 interlands voor de Argentijnse nationale ploeg en is met 56 doelpunten tweede op de topscorerslijst aller tijden van de Argentijnse nationale ploeg. Argentinië zelf houdt 54 doelpunten in 77 interlands aan. Zij rekenen een 6-0 overwinning (met twee goals van Batistuta) tijdens een oefenwedstrijd tegen Slowakije uit 1995 niet mee, omdat de Slowaken niet met de officiële A-selectie speelden. De FIFA houdt 56 aan. 

## Selecties

### Wereldkampioenschap
| Selectie van Argentinië bij het Wereldkampioenschap 1930 | Selectie van Argentinië bij het Wereldkampioenschap 1930 | Selectie van Argentinië bij het Wereldkampioenschap 1930 | Selectie van Argentinië bij het Wereldkampioenschap 1930 | Selectie van Argentinië bij het Wereldkampioenschap 1930 | Selectie van Argentinië bij het Wereldkampioenschap 1930 | Selectie van Argentinië bij het Wereldkampioenschap 1930 | Selectie van Argentinië bij het Wereldkampioenschap 1930 | Selectie van Argentinië bij het Wereldkampioenschap 1930 |
| №                                                        | Naam                                                     | Wed.                                                     | Dlpnt.                                                   | Club                                                     |                                                          |                                                          |                                                          |                                                          |
| -------------------------------------------------------- | -------------------------------------------------------- | -------------------------------------------------------- | -------------------------------------------------------- | -------------------------------------------------------- | -------------------------------------------------------- | -------------------------------------------------------- | -------------------------------------------------------- | -------------------------------------------------------- |
| Doel                                                     |                                                          |                                                          |                                                          |                                                          |                                                          |                                                          |                                                          |                                                          |
|                                                          | Ángel Bossio                                             |                                                          |                                                          | CA Talleres                                              |                                                          |                                                          |                                                          |                                                          |
|                                                          | Juan Botasso                                             |                                                          |                                                          | Quilmes AC                                               |                                                          |                                                          |                                                          |                                                          |
| Verdediging                                              |                                                          |                                                          |                                                          |                                                          |                                                          |                                                          |                                                          |                                                          |
|                                                          | Alberto Chividini                                        |                                                          |                                                          | Estudiantil Porteño                                      |                                                          |                                                          |                                                          |                                                          |
|                                                          | José Della Torre                                         |                                                          |                                                          | Racing Club                                              |                                                          |                                                          |                                                          |                                                          |
|                                                          | Juan Evaristo                                            |                                                          |                                                          | Sportivo Palermo                                         |                                                          |                                                          |                                                          |                                                          |
|                                                          | Ramon Muttis                                             |                                                          |                                                          | Boca Juniors                                             |                                                          |                                                          |                                                          |                                                          |
|                                                          | Rodolfo Orlandini                                        |                                                          |                                                          | Sportivo Palermo                                         |                                                          |                                                          |                                                          |                                                          |
|                                                          | Fernando Paternoster                                     |                                                          |                                                          | Racing Club                                              |                                                          |                                                          |                                                          |                                                          |
|                                                          | Natalio Perinetti                                        |                                                          |                                                          | Racing Club                                              |                                                          |                                                          |                                                          |                                                          |
|                                                          | Edmundo Piaggio                                          |                                                          |                                                          | CA Lanús                                                 |                                                          |                                                          |                                                          |                                                          |
|                                                          | Adolfo Zumelzú                                           |                                                          |                                                          | Estudiantil Porteño                                      |                                                          |                                                          |                                                          |                                                          |
| Middenveld                                               |                                                          |                                                          |                                                          |                                                          |                                                          |                                                          |                                                          |                                                          |
|                                                          | Roberto Cherro                                           |                                                          |                                                          | Boca Juniors                                             |                                                          |                                                          |                                                          |                                                          |
|                                                          | Luis Monti                                               |                                                          |                                                          | San Lorenzo                                              |                                                          |                                                          |                                                          |                                                          |
|                                                          | Alejandro Scopelli                                       |                                                          |                                                          | Estudiantes                                              |                                                          |                                                          |                                                          |                                                          |
|                                                          | Pedro Suárez                                             |                                                          |                                                          | Boca Juniors                                             |                                                          |                                                          |                                                          |                                                          |
| Aanval                                                   |                                                          |                                                          |                                                          |                                                          |                                                          |                                                          |                                                          |                                                          |
|                                                          | Atilio Demaría                                           |                                                          |                                                          | Estudiantil Porteño                                      |                                                          |                                                          |                                                          |                                                          |
|                                                          | Marino Evaristo                                          |                                                          |                                                          | Boca Juniors                                             |                                                          |                                                          |                                                          |                                                          |
|                                                          | Manuel Ferreira                                          |                                                          |                                                          | Estudiantes                                              |                                                          |                                                          |                                                          |                                                          |
|                                                          | Carlos Peucelle                                          |                                                          |                                                          | Sportivo Palermo                                         |                                                          |                                                          |                                                          |                                                          |
|                                                          | Carlos Spadaro                                           |                                                          |                                                          | Estudiantil Porteño                                      |                                                          |                                                          |                                                          |                                                          |
|                                                          | Guillermo Stábile                                        |                                                          |                                                          | CA Huracán                                               |                                                          |                                                          |                                                          |                                                          |
|                                                          | Francisco Varallo                                        |                                                          |                                                          | GyE La Plata                                             |                                                          |                                                          |                                                          |                                                          |
| Bondscoach: Francisco Olazar                             |                                                          |                                                          |                                                          |                                                          |                                                          |                                                          |                                                          |                                                          |

| Selectie van Argentinië bij het Wereldkampioenschap 1934 | Selectie van Argentinië bij het Wereldkampioenschap 1934 | Selectie van Argentinië bij het Wereldkampioenschap 1934 | Selectie van Argentinië bij het Wereldkampioenschap 1934 | Selectie van Argentinië bij het Wereldkampioenschap 1934 | Selectie van Argentinië bij het Wereldkampioenschap 1934 | Selectie van Argentinië bij het Wereldkampioenschap 1934 | Selectie van Argentinië bij het Wereldkampioenschap 1934 | Selectie van Argentinië bij het Wereldkampioenschap 1934 |
| №                                                        | Naam                                                     | Wed.                                                     | Dlpnt.                                                   | Club                                                     |                                                          |                                                          |                                                          |                                                          |
| -------------------------------------------------------- | -------------------------------------------------------- | -------------------------------------------------------- | -------------------------------------------------------- | -------------------------------------------------------- | -------------------------------------------------------- | -------------------------------------------------------- | -------------------------------------------------------- | -------------------------------------------------------- |
| Doel                                                     |                                                          |                                                          |                                                          |                                                          |                                                          |                                                          |                                                          |                                                          |
|                                                          | Héctor Freschi                                           |                                                          |                                                          | CA Sarmiento                                             |                                                          |                                                          |                                                          |                                                          |
|                                                          | Angel Grippa                                             |                                                          |                                                          | Sportivo Alsina                                          |                                                          |                                                          |                                                          |                                                          |
| Verdediging                                              |                                                          |                                                          |                                                          |                                                          |                                                          |                                                          |                                                          |                                                          |
|                                                          | Ramon Astudillo                                          |                                                          |                                                          | CA Colón                                                 |                                                          |                                                          |                                                          |                                                          |
|                                                          | Enrique Chimento                                         |                                                          |                                                          | Barracas Central                                         |                                                          |                                                          |                                                          |                                                          |
|                                                          | Arcadio López                                            |                                                          |                                                          | Sportivo Palermo                                         |                                                          |                                                          |                                                          |                                                          |
|                                                          | Juan Pedevilla                                           |                                                          |                                                          | Estudiantil Porteño                                      |                                                          |                                                          |                                                          |                                                          |
|                                                          | Constantino Urbieta                                      |                                                          |                                                          | CD Godoy Cruz                                            |                                                          |                                                          |                                                          |                                                          |
| Middenveld                                               |                                                          |                                                          |                                                          |                                                          |                                                          |                                                          |                                                          |                                                          |
|                                                          | Ernesto Albarracin                                       |                                                          |                                                          | Sportivo Palermo                                         |                                                          |                                                          |                                                          |                                                          |
|                                                          | Alberto Galateo                                          |                                                          |                                                          | Unión de Santa Fe                                        |                                                          |                                                          |                                                          |                                                          |
|                                                          | José Nehin                                               |                                                          |                                                          | Sportivo Desamparados                                    |                                                          |                                                          |                                                          |                                                          |
|                                                          | Federico Wilde                                           |                                                          |                                                          | Unión de Santa Fe                                        |                                                          |                                                          |                                                          |                                                          |
| Aanval                                                   |                                                          |                                                          |                                                          |                                                          |                                                          |                                                          |                                                          |                                                          |
|                                                          | Ernesto Belis                                            |                                                          |                                                          | Defensores de Belgrano                                   |                                                          |                                                          |                                                          |                                                          |
|                                                          | Alfredo Devincenzi                                       |                                                          |                                                          | Estudiantil Porteño                                      |                                                          |                                                          |                                                          |                                                          |
|                                                          | Roberto Irañeta                                          |                                                          |                                                          | GyE La Plata                                             |                                                          |                                                          |                                                          |                                                          |
|                                                          | Luca Izzeta                                              |                                                          |                                                          | Defensores de Belgrano                                   |                                                          |                                                          |                                                          |                                                          |
|                                                          | Alfonso Lorenzo                                          |                                                          |                                                          | Barracas Central                                         |                                                          |                                                          |                                                          |                                                          |
|                                                          | Francisco Pérez                                          |                                                          |                                                          | San Lorenzo                                              |                                                          |                                                          |                                                          |                                                          |
|                                                          | Francisco Rua                                            |                                                          |                                                          | Sportivo Dock Sud                                        |                                                          |                                                          |                                                          |                                                          |
| Bondscoach: Felipe Pascucci                              |                                                          |                                                          |                                                          |                                                          |                                                          |                                                          |                                                          |                                                          |

| Selectie van Argentinië bij het Wereldkampioenschap 1962 | Selectie van Argentinië bij het Wereldkampioenschap 1962 | Selectie van Argentinië bij het Wereldkampioenschap 1962 | Selectie van Argentinië bij het Wereldkampioenschap 1962 | Selectie van Argentinië bij het Wereldkampioenschap 1962 | Selectie van Argentinië bij het Wereldkampioenschap 1962 | Selectie van Argentinië bij het Wereldkampioenschap 1962 | Selectie van Argentinië bij het Wereldkampioenschap 1962 | Selectie van Argentinië bij het Wereldkampioenschap 1962 |
| №                                                        | Naam                                                     | Wed.                                                     | Dlpnt.                                                   | Club                                                     |                                                          |                                                          |                                                          |                                                          |
| -------------------------------------------------------- | -------------------------------------------------------- | -------------------------------------------------------- | -------------------------------------------------------- | -------------------------------------------------------- | -------------------------------------------------------- | -------------------------------------------------------- | -------------------------------------------------------- | -------------------------------------------------------- |
| Doel                                                     |                                                          |                                                          |                                                          |                                                          |                                                          |                                                          |                                                          |                                                          |
| 1                                                        | Antonio Roma                                             |                                                          |                                                          | Boca Juniors                                             |                                                          |                                                          |                                                          |                                                          |
| 12                                                       | Rogelio Domínguez                                        |                                                          |                                                          | River Plate                                              |                                                          |                                                          |                                                          |                                                          |
| Verdediging                                              |                                                          |                                                          |                                                          |                                                          |                                                          |                                                          |                                                          |                                                          |
| 3                                                        | Silvio Marzolini                                         |                                                          |                                                          | Boca Juniors                                             |                                                          |                                                          |                                                          |                                                          |
| 4                                                        | Carlos Sainz                                             |                                                          |                                                          | River Plate                                              |                                                          |                                                          |                                                          |                                                          |
| 6                                                        | Raul Paez                                                |                                                          |                                                          | San Lorenzo                                              |                                                          |                                                          |                                                          |                                                          |
| 14                                                       | Alberto Mariotti                                         |                                                          |                                                          | San Lorenzo                                              |                                                          |                                                          |                                                          |                                                          |
| 15                                                       | Ruben Navarro                                            |                                                          |                                                          | CA Independiente                                         |                                                          |                                                          |                                                          |                                                          |
| 18                                                       | Vladislao Cap                                            |                                                          |                                                          | River Plate                                              |                                                          |                                                          |                                                          |                                                          |
| Middenveld                                               |                                                          |                                                          |                                                          |                                                          |                                                          |                                                          |                                                          |                                                          |
| 2                                                        | José Ramos                                               |                                                          |                                                          | River Plate                                              |                                                          |                                                          |                                                          |                                                          |
| 5                                                        | Federico Sacchi                                          |                                                          |                                                          | Racing Club                                              |                                                          |                                                          |                                                          |                                                          |
| 13                                                       | Oscar Rossi                                              |                                                          |                                                          | San Lorenzo                                              |                                                          |                                                          |                                                          |                                                          |
| 16                                                       | Antonio Rattin                                           |                                                          |                                                          | Boca Juniors                                             |                                                          |                                                          |                                                          |                                                          |
| 17                                                       | Rafael Albrecht                                          |                                                          |                                                          | Estudiantes                                              |                                                          |                                                          |                                                          |                                                          |
| Aanval                                                   |                                                          |                                                          |                                                          |                                                          |                                                          |                                                          |                                                          |                                                          |
| 7                                                        | Héctor Facundo                                           |                                                          |                                                          | San Lorenzo                                              |                                                          |                                                          |                                                          |                                                          |
| 8                                                        | Martin Pando                                             |                                                          |                                                          | River Plate                                              |                                                          |                                                          |                                                          |                                                          |
| 9                                                        | Marcelo Pagani                                           |                                                          |                                                          | River Plate                                              |                                                          |                                                          |                                                          |                                                          |
| 10                                                       | José Sanfilippo                                          |                                                          |                                                          | San Lorenzo                                              |                                                          |                                                          |                                                          |                                                          |
| 11                                                       | Raúl Belén                                               |                                                          |                                                          | Racing Club                                              |                                                          |                                                          |                                                          |                                                          |
| 19                                                       | Rubén Sosa                                               |                                                          |                                                          | Racing Club                                              |                                                          |                                                          |                                                          |                                                          |
| 20                                                       | Juan Oleniak                                             |                                                          |                                                          | Racing Club                                              |                                                          |                                                          |                                                          |                                                          |
| 21                                                       | Ramón Abeledo                                            |                                                          |                                                          | CA Independiente                                         |                                                          |                                                          |                                                          |                                                          |
| 22                                                       | Alberto González                                         |                                                          |                                                          | Boca Juniors                                             |                                                          |                                                          |                                                          |                                                          |
| Bondscoach: Juan Carlos Lorenzo                          |                                                          |                                                          |                                                          |                                                          |                                                          |                                                          |                                                          |                                                          |

| Selectie van Argentinië bij het Wereldkampioenschap 1966 | Selectie van Argentinië bij het Wereldkampioenschap 1966 | Selectie van Argentinië bij het Wereldkampioenschap 1966 | Selectie van Argentinië bij het Wereldkampioenschap 1966 | Selectie van Argentinië bij het Wereldkampioenschap 1966 | Selectie van Argentinië bij het Wereldkampioenschap 1966 | Selectie van Argentinië bij het Wereldkampioenschap 1966 | Selectie van Argentinië bij het Wereldkampioenschap 1966 | Selectie van Argentinië bij het Wereldkampioenschap 1966 |
| №                                                        | Naam                                                     | Wed.                                                     | Dlpnt.                                                   | Club                                                     |                                                          |                                                          |                                                          |                                                          |
| -------------------------------------------------------- | -------------------------------------------------------- | -------------------------------------------------------- | -------------------------------------------------------- | -------------------------------------------------------- | -------------------------------------------------------- | -------------------------------------------------------- | -------------------------------------------------------- | -------------------------------------------------------- |
| Doel                                                     |                                                          |                                                          |                                                          |                                                          |                                                          |                                                          |                                                          |                                                          |
| 1                                                        | Antonio Roma                                             |                                                          |                                                          | Boca Juniors                                             |                                                          |                                                          |                                                          |                                                          |
| 2                                                        | Rolando Irusta                                           |                                                          |                                                          | CA Lanús                                                 |                                                          |                                                          |                                                          |                                                          |
| 3                                                        | Hugo Gatti                                               |                                                          |                                                          | River Plate                                              |                                                          |                                                          |                                                          |                                                          |
| Verdediging                                              |                                                          |                                                          |                                                          |                                                          |                                                          |                                                          |                                                          |                                                          |
| 4                                                        | Roberto Perfumo                                          |                                                          |                                                          | Racing Club                                              |                                                          |                                                          |                                                          |                                                          |
| 6                                                        | Oscar Calics                                             |                                                          |                                                          | San Lorenzo                                              |                                                          |                                                          |                                                          |                                                          |
| 7                                                        | Silvio Marzolini                                         |                                                          |                                                          | Boca Juniors                                             |                                                          |                                                          |                                                          |                                                          |
| Middenveld                                               |                                                          |                                                          |                                                          |                                                          |                                                          |                                                          |                                                          |                                                          |
| 5                                                        | José Varacka                                             |                                                          |                                                          | San Lorenzo                                              |                                                          |                                                          |                                                          |                                                          |
| 8                                                        | Roberto Ferreiro                                         |                                                          |                                                          | CA Independiente                                         |                                                          |                                                          |                                                          |                                                          |
| 9                                                        | Carmelo Simeone                                          |                                                          |                                                          | Boca Juniors                                             |                                                          |                                                          |                                                          |                                                          |
| 10                                                       | Antonio Rattin                                           |                                                          |                                                          | Boca Juniors                                             |                                                          |                                                          |                                                          |                                                          |
| 11                                                       | José Pastoriza                                           |                                                          |                                                          | CA Independiente                                         |                                                          |                                                          |                                                          |                                                          |
| 12                                                       | Rafael Albrecht                                          |                                                          |                                                          | San Lorenzo                                              |                                                          |                                                          |                                                          |                                                          |
| 13                                                       | Nelson López                                             |                                                          |                                                          | CA Banfield                                              |                                                          |                                                          |                                                          |                                                          |
| Aanval                                                   |                                                          |                                                          |                                                          |                                                          |                                                          |                                                          |                                                          |                                                          |
| 14                                                       | Mario Chaldú                                             |                                                          |                                                          | San Lorenzo                                              |                                                          |                                                          |                                                          |                                                          |
| 15                                                       | Jorge Solari                                             |                                                          |                                                          | River Plate                                              |                                                          |                                                          |                                                          |                                                          |
| 16                                                       | Alberto González                                         |                                                          |                                                          | Boca Juniors                                             |                                                          |                                                          |                                                          |                                                          |
| 17                                                       | Juan Sarnari                                             |                                                          |                                                          | River Plate                                              |                                                          |                                                          |                                                          |                                                          |
| 18                                                       | Alfredo Rojas                                            |                                                          |                                                          | Boca Juniors                                             |                                                          |                                                          |                                                          |                                                          |
| 19                                                       | Luis Artime                                              |                                                          |                                                          | CA Independiente                                         |                                                          |                                                          |                                                          |                                                          |
| 20                                                       | Ermindo Onega                                            |                                                          |                                                          | River Plate                                              |                                                          |                                                          |                                                          |                                                          |
| 21                                                       | Oscar Mas                                                |                                                          |                                                          | River Plate                                              |                                                          |                                                          |                                                          |                                                          |
| 22                                                       | Aníbal Tarabini                                          |                                                          |                                                          | CA Independiente                                         |                                                          |                                                          |                                                          |                                                          |
| Bondscoach: Juan Carlos Lorenzo                          |                                                          |                                                          |                                                          |                                                          |                                                          |                                                          |                                                          |                                                          |

| Selectie van Argentinië bij het Wereldkampioenschap 1974 | Selectie van Argentinië bij het Wereldkampioenschap 1974 | Selectie van Argentinië bij het Wereldkampioenschap 1974 | Selectie van Argentinië bij het Wereldkampioenschap 1974 | Selectie van Argentinië bij het Wereldkampioenschap 1974 | Selectie van Argentinië bij het Wereldkampioenschap 1974 | Selectie van Argentinië bij het Wereldkampioenschap 1974 | Selectie van Argentinië bij het Wereldkampioenschap 1974 | Selectie van Argentinië bij het Wereldkampioenschap 1974 |
| №                                                        | Naam                                                     | Wed.                                                     | Dlpnt.                                                   | Club                                                     |                                                          |                                                          |                                                          |                                                          |
| -------------------------------------------------------- | -------------------------------------------------------- | -------------------------------------------------------- | -------------------------------------------------------- | -------------------------------------------------------- | -------------------------------------------------------- | -------------------------------------------------------- | -------------------------------------------------------- | -------------------------------------------------------- |
| Doel                                                     |                                                          |                                                          |                                                          |                                                          |                                                          |                                                          |                                                          |                                                          |
| 1                                                        | Daniel Carnevali                                         |                                                          |                                                          | UD Las Palmas                                            |                                                          |                                                          |                                                          |                                                          |
| 12                                                       | Ubaldo Fillol                                            |                                                          |                                                          | CA River Plate                                           |                                                          |                                                          |                                                          |                                                          |
| 21                                                       | Miguel Santoro                                           |                                                          |                                                          | Hércules CF                                              |                                                          |                                                          |                                                          |                                                          |
| Verdediging                                              |                                                          |                                                          |                                                          |                                                          |                                                          |                                                          |                                                          |                                                          |
| 5                                                        | Ángel Bargas                                             |                                                          |                                                          | FC Nantes                                                |                                                          |                                                          |                                                          |                                                          |
| 7                                                        | Jorge Carrascosa                                         |                                                          |                                                          | CA Huracán                                               |                                                          |                                                          |                                                          |                                                          |
| 9                                                        | Rubén Glaría                                             |                                                          |                                                          | San Lorenzo                                              |                                                          |                                                          |                                                          |                                                          |
| 14                                                       | Roberto Perfumo                                          |                                                          |                                                          | Cruzeiro EC                                              |                                                          |                                                          |                                                          |                                                          |
| 16                                                       | Pedro Sá                                                 |                                                          |                                                          | Independiente                                            |                                                          |                                                          |                                                          |                                                          |
| 19                                                       | Néstor Togneri                                           |                                                          |                                                          | Estudiantes                                              |                                                          |                                                          |                                                          |                                                          |
| 20                                                       | Enrique Wolff                                            |                                                          |                                                          | UD Las Palmas                                            |                                                          |                                                          |                                                          |                                                          |
| Middenveld                                               |                                                          |                                                          |                                                          |                                                          |                                                          |                                                          |                                                          |                                                          |
| 6                                                        | Miguel Brindisi                                          |                                                          |                                                          | CA Huracán                                               |                                                          |                                                          |                                                          |                                                          |
| 8                                                        | Enrique Chazarreta                                       |                                                          |                                                          | San Lorenzo                                              |                                                          |                                                          |                                                          |                                                          |
| 10                                                       | Ramón Heredia                                            |                                                          |                                                          | Atlético Madrid                                          |                                                          |                                                          |                                                          |                                                          |
| 15                                                       | Aldo Poy                                                 |                                                          |                                                          | Rosario Central                                          |                                                          |                                                          |                                                          |                                                          |
| 18                                                       | Roberto Telch                                            |                                                          |                                                          | San Lorenzo                                              |                                                          |                                                          |                                                          |                                                          |
| Aanval                                                   |                                                          |                                                          |                                                          |                                                          |                                                          |                                                          |                                                          |                                                          |
| 2                                                        | Rubén Ayala                                              |                                                          |                                                          | Atlético Madrid                                          |                                                          |                                                          |                                                          |                                                          |
| 3                                                        | Carlos Babington                                         |                                                          |                                                          | CA Huracán                                               |                                                          |                                                          |                                                          |                                                          |
| 4                                                        | Agustín Balbuena                                         |                                                          |                                                          | Independiente                                            |                                                          |                                                          |                                                          |                                                          |
| 11                                                       | René Houseman                                            |                                                          |                                                          | CA Huracán                                               |                                                          |                                                          |                                                          |                                                          |
| 13                                                       | Mario Kempes                                             |                                                          |                                                          | Rosario Central                                          |                                                          |                                                          |                                                          |                                                          |
| 17                                                       | Carlos Squeo                                             |                                                          |                                                          | Racing Club                                              |                                                          |                                                          |                                                          |                                                          |
| 22                                                       | Héctor Yazalde                                           |                                                          |                                                          | Sporting Lissabon                                        |                                                          |                                                          |                                                          |                                                          |
| Bondscoach: Vladislao Cap                                |                                                          |                                                          |                                                          |                                                          |                                                          |                                                          |                                                          |                                                          |

| Selectie van Argentinië bij het Wereldkampioenschap 1978 | Selectie van Argentinië bij het Wereldkampioenschap 1978 | Selectie van Argentinië bij het Wereldkampioenschap 1978 | Selectie van Argentinië bij het Wereldkampioenschap 1978 | Selectie van Argentinië bij het Wereldkampioenschap 1978 | Selectie van Argentinië bij het Wereldkampioenschap 1978 | Selectie van Argentinië bij het Wereldkampioenschap 1978 | Selectie van Argentinië bij het Wereldkampioenschap 1978 | Selectie van Argentinië bij het Wereldkampioenschap 1978 |
| №                                                        | Naam                                                     | Wed.                                                     | Dlpnt.                                                   | Club                                                     |                                                          |                                                          |                                                          |                                                          |
| -------------------------------------------------------- | -------------------------------------------------------- | -------------------------------------------------------- | -------------------------------------------------------- | -------------------------------------------------------- | -------------------------------------------------------- | -------------------------------------------------------- | -------------------------------------------------------- | -------------------------------------------------------- |
| Doel                                                     |                                                          |                                                          |                                                          |                                                          |                                                          |                                                          |                                                          |                                                          |
| 3                                                        | Héctor Baley                                             |                                                          |                                                          | CA Huracán                                               |                                                          |                                                          |                                                          |                                                          |
| 5                                                        | Ubaldo Fillol                                            |                                                          |                                                          | CA River Plate                                           |                                                          |                                                          |                                                          |                                                          |
| 13                                                       | Ricardo La Volpe                                         |                                                          |                                                          | San Lorenzo                                              |                                                          |                                                          |                                                          |                                                          |
| Verdediging                                              |                                                          |                                                          |                                                          |                                                          |                                                          |                                                          |                                                          |                                                          |
| 7                                                        | Luis Galván                                              |                                                          |                                                          | Talleres Córdoba                                         |                                                          |                                                          |                                                          |                                                          |
| 8                                                        | Rubén Galván                                             |                                                          |                                                          | Independiente                                            |                                                          |                                                          |                                                          |                                                          |
| 11                                                       | Daniel Killer                                            |                                                          |                                                          | Racing Club                                              |                                                          |                                                          |                                                          |                                                          |
| 15                                                       | Jorge Olguin                                             |                                                          |                                                          | San Lorenzo                                              |                                                          |                                                          |                                                          |                                                          |
| 18                                                       | Rubén Pagnanini                                          |                                                          |                                                          | Independiente                                            |                                                          |                                                          |                                                          |                                                          |
| 19                                                       | Daniel Passarella                                        |                                                          |                                                          | CA River Plate                                           |                                                          |                                                          |                                                          |                                                          |
| 20                                                       | Alberto Tarantini                                        |                                                          |                                                          | Boca Juniors                                             |                                                          |                                                          |                                                          |                                                          |
| Middenveld                                               |                                                          |                                                          |                                                          |                                                          |                                                          |                                                          |                                                          |                                                          |
| 1                                                        | Norberto Alonso                                          |                                                          |                                                          | CA River Plate                                           |                                                          |                                                          |                                                          |                                                          |
| 2                                                        | Osvaldo Ardiles                                          |                                                          |                                                          | CA Huracán                                               |                                                          |                                                          |                                                          |                                                          |
| 6                                                        | Américo Gallego                                          |                                                          |                                                          | Newell's Old Boys                                        |                                                          |                                                          |                                                          |                                                          |
| 12                                                       | Omar Larrosa                                             |                                                          |                                                          | Independiente                                            |                                                          |                                                          |                                                          |                                                          |
| 17                                                       | Miguel Oviedo                                            |                                                          |                                                          | Talleres Córdoba                                         |                                                          |                                                          |                                                          |                                                          |
| 21                                                       | José Valencia                                            |                                                          |                                                          | Talleres Córdoba                                         |                                                          |                                                          |                                                          |                                                          |
| 22                                                       | Ricky Villa                                              |                                                          |                                                          | Racing Club                                              |                                                          |                                                          |                                                          |                                                          |
| Aanval                                                   |                                                          |                                                          |                                                          |                                                          |                                                          |                                                          |                                                          |                                                          |
| 2                                                        | Daniel Bertoni                                           |                                                          |                                                          | Independiente                                            |                                                          |                                                          |                                                          |                                                          |
| 9                                                        | René Houseman                                            |                                                          |                                                          | CA Huracán                                               |                                                          |                                                          |                                                          |                                                          |
| 10                                                       | Mario Kempes                                             |                                                          |                                                          | Valencia CF                                              |                                                          |                                                          |                                                          |                                                          |
| 14                                                       | Leopoldo Luqué                                           |                                                          |                                                          | CA River Plate                                           |                                                          |                                                          |                                                          |                                                          |
| 16                                                       | Óscar Ortíz                                              |                                                          |                                                          | CA River Plate                                           |                                                          |                                                          |                                                          |                                                          |
| Bondscoach: César Luis Menotti                           |                                                          |                                                          |                                                          |                                                          |                                                          |                                                          |                                                          |                                                          |

| Selectie van Argentinië bij het Wereldkampioenschap 1986 | Selectie van Argentinië bij het Wereldkampioenschap 1986 | Selectie van Argentinië bij het Wereldkampioenschap 1986 | Selectie van Argentinië bij het Wereldkampioenschap 1986 | Selectie van Argentinië bij het Wereldkampioenschap 1986 | Selectie van Argentinië bij het Wereldkampioenschap 1986 | Selectie van Argentinië bij het Wereldkampioenschap 1986 | Selectie van Argentinië bij het Wereldkampioenschap 1986 | Selectie van Argentinië bij het Wereldkampioenschap 1986 |
| №                                                        | Naam                                                     | Wed.                                                     | Dlpnt.                                                   | Club                                                     |                                                          |                                                          |                                                          |                                                          |
| -------------------------------------------------------- | -------------------------------------------------------- | -------------------------------------------------------- | -------------------------------------------------------- | -------------------------------------------------------- | -------------------------------------------------------- | -------------------------------------------------------- | -------------------------------------------------------- | -------------------------------------------------------- |
| Doel                                                     |                                                          |                                                          |                                                          |                                                          |                                                          |                                                          |                                                          |                                                          |
| 15                                                       | Luis Islas                                               |                                                          |                                                          | Estudiantes                                              |                                                          |                                                          |                                                          |                                                          |
| 18                                                       | Nery Pumpido                                             |                                                          |                                                          | CA River Plate                                           |                                                          |                                                          |                                                          |                                                          |
| 22                                                       | Héctor Zelada                                            |                                                          |                                                          | Club América                                             |                                                          |                                                          |                                                          |                                                          |
| Verdediging                                              |                                                          |                                                          |                                                          |                                                          |                                                          |                                                          |                                                          |                                                          |
| 2                                                        | Sergio Batista                                           |                                                          |                                                          | Argentinos Juniors                                       |                                                          |                                                          |                                                          |                                                          |
| 3                                                        | Ricardo Bochini                                          |                                                          |                                                          | Independiente                                            |                                                          |                                                          |                                                          |                                                          |
| 5                                                        | José Luis Brown                                          |                                                          |                                                          | Atlético Nacional                                        |                                                          |                                                          |                                                          |                                                          |
| 6                                                        | Daniel Passarella                                        |                                                          |                                                          | ACF Fiorentina                                           |                                                          |                                                          |                                                          |                                                          |
| 8                                                        | Néstor Clausen                                           |                                                          |                                                          | Independiente                                            |                                                          |                                                          |                                                          |                                                          |
| 9                                                        | José Cuciuffo                                            |                                                          |                                                          | Vélez Sársfield                                          |                                                          |                                                          |                                                          |                                                          |
| 13                                                       | Oscar Garré                                              |                                                          |                                                          | Ferro Carril Oeste                                       |                                                          |                                                          |                                                          |                                                          |
| 19                                                       | Oscar Ruggeri                                            |                                                          |                                                          | CA River Plate                                           |                                                          |                                                          |                                                          |                                                          |
| Middenveld                                               |                                                          |                                                          |                                                          |                                                          |                                                          |                                                          |                                                          |                                                          |
| 7                                                        | Jorge Burruchaga                                         |                                                          |                                                          | FC Nantes                                                |                                                          |                                                          |                                                          |                                                          |
| 12                                                       | Héctor Enrique                                           |                                                          |                                                          | CA River Plate                                           |                                                          |                                                          |                                                          |                                                          |
| 14                                                       | Ricardo Giusti                                           |                                                          |                                                          | Independiente                                            |                                                          |                                                          |                                                          |                                                          |
| 10                                                       | Diego Maradona                                           |                                                          |                                                          | SSC Napoli                                               |                                                          |                                                          |                                                          |                                                          |
| 16                                                       | Julio Olarticoechea                                      |                                                          |                                                          | Boca Juniors                                             |                                                          |                                                          |                                                          |                                                          |
| 20                                                       | Carlos Tapia                                             |                                                          |                                                          | Boca Juniors                                             |                                                          |                                                          |                                                          |                                                          |
| 21                                                       | Marcelo Trobbiani                                        |                                                          |                                                          | Elche CF                                                 |                                                          |                                                          |                                                          |                                                          |
| Aanval                                                   |                                                          |                                                          |                                                          |                                                          |                                                          |                                                          |                                                          |                                                          |
| 1                                                        | Sergio Almirón                                           |                                                          |                                                          | Newell's Old Boys                                        |                                                          |                                                          |                                                          |                                                          |
| 4                                                        | Claudio Borghi                                           |                                                          |                                                          | Argentinos Juniors                                       |                                                          |                                                          |                                                          |                                                          |
| 17                                                       | Pedro Pasculli                                           |                                                          |                                                          | US Lecce                                                 |                                                          |                                                          |                                                          |                                                          |
| 11                                                       | Jorge Valdano                                            |                                                          |                                                          | Real Madrid                                              |                                                          |                                                          |                                                          |                                                          |
| Bondscoach: Carlos Bilardo                               |                                                          |                                                          |                                                          |                                                          |                                                          |                                                          |                                                          |                                                          |

| Selectie van Argentinië bij het Wereldkampioenschap 1994 | Selectie van Argentinië bij het Wereldkampioenschap 1994 | Selectie van Argentinië bij het Wereldkampioenschap 1994 | Selectie van Argentinië bij het Wereldkampioenschap 1994 | Selectie van Argentinië bij het Wereldkampioenschap 1994 | Selectie van Argentinië bij het Wereldkampioenschap 1994 | Selectie van Argentinië bij het Wereldkampioenschap 1994 | Selectie van Argentinië bij het Wereldkampioenschap 1994 | Selectie van Argentinië bij het Wereldkampioenschap 1994 |
| №                                                        | Naam                                                     | Wed.                                                     | Dlpnt.                                                   | Club                                                     |                                                          |                                                          |                                                          |                                                          |
| -------------------------------------------------------- | -------------------------------------------------------- | -------------------------------------------------------- | -------------------------------------------------------- | -------------------------------------------------------- | -------------------------------------------------------- | -------------------------------------------------------- | -------------------------------------------------------- | -------------------------------------------------------- |
| Doel                                                     |                                                          |                                                          |                                                          |                                                          |                                                          |                                                          |                                                          |                                                          |
| 1                                                        | Sergio Goycochea                                         |                                                          |                                                          | CA River Plate                                           |                                                          |                                                          |                                                          |                                                          |
| 12                                                       | Luis Islas                                               |                                                          |                                                          | Independiente                                            |                                                          |                                                          |                                                          |                                                          |
| 22                                                       | Norberto Scoponi                                         |                                                          |                                                          | Newell's Old Boys                                        |                                                          |                                                          |                                                          |                                                          |
| Verdediging                                              |                                                          |                                                          |                                                          |                                                          |                                                          |                                                          |                                                          |                                                          |
| 2                                                        | Sergio Vázquez                                           |                                                          |                                                          | Universidad Católica                                     |                                                          |                                                          |                                                          |                                                          |
| 3                                                        | José Antonio Chamot                                      |                                                          |                                                          | Lazio Roma                                               |                                                          |                                                          |                                                          |                                                          |
| 4                                                        | Roberto Sensini                                          |                                                          |                                                          | AC Parma                                                 |                                                          |                                                          |                                                          |                                                          |
| 6                                                        | Oscar Ruggeri                                            |                                                          |                                                          | San Lorenzo                                              |                                                          |                                                          |                                                          |                                                          |
| 13                                                       | Fernando Cáceres                                         |                                                          |                                                          | Real Zaragoza                                            |                                                          |                                                          |                                                          |                                                          |
| 15                                                       | Jorge Borelli                                            |                                                          |                                                          | Racing Club                                              |                                                          |                                                          |                                                          |                                                          |
| Middenveld                                               |                                                          |                                                          |                                                          |                                                          |                                                          |                                                          |                                                          |                                                          |
| 5                                                        | Fernando Redondo                                         |                                                          |                                                          | Real Madrid                                              |                                                          |                                                          |                                                          |                                                          |
| 8                                                        | José Basualdo                                            |                                                          |                                                          | Vélez Sársfield                                          |                                                          |                                                          |                                                          |                                                          |
| 10                                                       | Diego Maradona                                           |                                                          |                                                          | Newell's Old Boys                                        |                                                          |                                                          |                                                          |                                                          |
| 14                                                       | Diego Simeone                                            |                                                          |                                                          | Atlético Madrid                                          |                                                          |                                                          |                                                          |                                                          |
| 16                                                       | Hernán Díaz                                              |                                                          |                                                          | CA River Plate                                           |                                                          |                                                          |                                                          |                                                          |
| 18                                                       | Hugo Pérez                                               |                                                          |                                                          | Sporting Gijón                                           |                                                          |                                                          |                                                          |                                                          |
| 20                                                       | Leonardo Rodríguez                                       |                                                          |                                                          | Atalanta Bergamo                                         |                                                          |                                                          |                                                          |                                                          |
| 21                                                       | Alejandro Mancuso                                        |                                                          |                                                          | Boca Juniors                                             |                                                          |                                                          |                                                          |                                                          |
| Aanval                                                   |                                                          |                                                          |                                                          |                                                          |                                                          |                                                          |                                                          |                                                          |
| 7                                                        | Claudio Caniggia                                         |                                                          |                                                          | SL Benfica                                               |                                                          |                                                          |                                                          |                                                          |
| 9                                                        | Gabriel Batistuta                                        |                                                          |                                                          | ACF Fiorentina                                           |                                                          |                                                          |                                                          |                                                          |
| 11                                                       | Ramón Medina Bello                                       |                                                          |                                                          | Yokohama F. Marinos                                      |                                                          |                                                          |                                                          |                                                          |
| 17                                                       | Ariel Ortega                                             |                                                          |                                                          | CA River Plate                                           |                                                          |                                                          |                                                          |                                                          |
| 19                                                       | Abel Balbo                                               |                                                          |                                                          | AS Roma                                                  |                                                          |                                                          |                                                          |                                                          |
| Bondscoach: Alfio Basile                                 |                                                          |                                                          |                                                          |                                                          |                                                          |                                                          |                                                          |                                                          |

| Selectie van Argentinië bij het Wereldkampioenschap 1998 | Selectie van Argentinië bij het Wereldkampioenschap 1998 | Selectie van Argentinië bij het Wereldkampioenschap 1998 | Selectie van Argentinië bij het Wereldkampioenschap 1998 | Selectie van Argentinië bij het Wereldkampioenschap 1998 | Selectie van Argentinië bij het Wereldkampioenschap 1998 | Selectie van Argentinië bij het Wereldkampioenschap 1998 | Selectie van Argentinië bij het Wereldkampioenschap 1998 | Selectie van Argentinië bij het Wereldkampioenschap 1998 |
| №                                                        | Naam                                                     | Wed.                                                     | Dlpnt.                                                   | Club                                                     |                                                          |                                                          |                                                          |                                                          |
| -------------------------------------------------------- | -------------------------------------------------------- | -------------------------------------------------------- | -------------------------------------------------------- | -------------------------------------------------------- | -------------------------------------------------------- | -------------------------------------------------------- | -------------------------------------------------------- | -------------------------------------------------------- |
| Doel                                                     |                                                          |                                                          |                                                          |                                                          |                                                          |                                                          |                                                          |                                                          |
| 1                                                        | Carlos Roa                                               | 10                                                       | 0                                                        | RCD Mallorca                                             |                                                          |                                                          |                                                          |                                                          |
| 12                                                       | Germán Burgos                                            | 14                                                       | 0                                                        | CA River Plate                                           |                                                          |                                                          |                                                          |                                                          |
| 17                                                       | Pablo Cavallero                                          | 4                                                        | 0                                                        | Unión de Santa Fe                                        |                                                          |                                                          |                                                          |                                                          |
| Verdediging                                              |                                                          |                                                          |                                                          |                                                          |                                                          |                                                          |                                                          |                                                          |
| 2                                                        | Roberto Ayala                                            | 36                                                       | 1                                                        | AC Milan                                                 |                                                          |                                                          |                                                          |                                                          |
| 3                                                        | José Antonio Chamot                                      | 35                                                       | 1                                                        | Atlético Madrid                                          |                                                          |                                                          |                                                          |                                                          |
| 4                                                        | Mauricio Pineda                                          | 6                                                        | 0                                                        | Udinese                                                  |                                                          |                                                          |                                                          |                                                          |
| 6                                                        | Roberto Sensini                                          | 44                                                       | 0                                                        | Parma                                                    |                                                          |                                                          |                                                          |                                                          |
| 13                                                       | Pablo Paz                                                | 13                                                       | 1                                                        | CD Tenerife                                              |                                                          |                                                          |                                                          |                                                          |
| 14                                                       | Nelson Vivas                                             | 14                                                       | 1                                                        | Arsenal                                                  |                                                          |                                                          |                                                          |                                                          |
| 22                                                       | Javier Zanetti                                           | 31                                                       | 2                                                        | Internazionale                                           |                                                          |                                                          |                                                          |                                                          |
| Middenveld                                               |                                                          |                                                          |                                                          |                                                          |                                                          |                                                          |                                                          |                                                          |
| 5                                                        | Matías Almeyda                                           | 18                                                       | 0                                                        | Lazio Roma                                               |                                                          |                                                          |                                                          |                                                          |
| 8                                                        | Diego Simeone                                            | 71                                                       | 10                                                       | Internazionale                                           |                                                          |                                                          |                                                          |                                                          |
| 11                                                       | Juan Sebastián Verón                                     | 17                                                       | 1                                                        | Parma                                                    |                                                          |                                                          |                                                          |                                                          |
| 15                                                       | Leonardo Astrada                                         | 31                                                       | 1                                                        | CA River Plate                                           |                                                          |                                                          |                                                          |                                                          |
| 16                                                       | Sergio Berti                                             | 19                                                       | 2                                                        | CA River Plate                                           |                                                          |                                                          |                                                          |                                                          |
| 20                                                       | Marcelo Gallardo                                         | 27                                                       | 11                                                       | CA River Plate                                           |                                                          |                                                          |                                                          |                                                          |
| Aanval                                                   |                                                          |                                                          |                                                          |                                                          |                                                          |                                                          |                                                          |                                                          |
| 7                                                        | Claudio López                                            | 19                                                       | 4                                                        | Valencia CF                                              |                                                          |                                                          |                                                          |                                                          |
| 9                                                        | Gabriel Batistuta                                        | 63                                                       | 43                                                       | Fiorentina                                               |                                                          |                                                          |                                                          |                                                          |
| 10                                                       | Ariel Ortega                                             | 51                                                       | 9                                                        | Sampdoria                                                |                                                          |                                                          |                                                          |                                                          |
| 18                                                       | Abel Balbo                                               | 35                                                       | 11                                                       | Parma                                                    |                                                          |                                                          |                                                          |                                                          |
| 19                                                       | Hernán Crespo                                            | 14                                                       | 6                                                        | Parma                                                    |                                                          |                                                          |                                                          |                                                          |
| 21                                                       | Marcelo Delgado                                          | 14                                                       | 0                                                        | Racing Club                                              |                                                          |                                                          |                                                          |                                                          |
| Bondscoach: Daniel Passarella                            |                                                          |                                                          |                                                          |                                                          |                                                          |                                                          |                                                          |                                                          |

### FIFA Confederations Cup
| Selectie van Argentinië bij de FIFA Confederations Cup 2005 | Selectie van Argentinië bij de FIFA Confederations Cup 2005 | Selectie van Argentinië bij de FIFA Confederations Cup 2005 | Selectie van Argentinië bij de FIFA Confederations Cup 2005 | Selectie van Argentinië bij de FIFA Confederations Cup 2005 | Selectie van Argentinië bij de FIFA Confederations Cup 2005 | Selectie van Argentinië bij de FIFA Confederations Cup 2005 | Selectie van Argentinië bij de FIFA Confederations Cup 2005 | Selectie van Argentinië bij de FIFA Confederations Cup 2005 |
| №                                                           | Naam                                                        | Wed.                                                        | Dlpnt.                                                      | Club                                                        |                                                             |                                                             |                                                             |                                                             |
| ----------------------------------------------------------- | ----------------------------------------------------------- | ----------------------------------------------------------- | ----------------------------------------------------------- | ----------------------------------------------------------- | ----------------------------------------------------------- | ----------------------------------------------------------- | ----------------------------------------------------------- | ----------------------------------------------------------- |
| Doel                                                        |                                                             |                                                             |                                                             |                                                             |                                                             |                                                             |                                                             |                                                             |
| 1                                                           | Leo Franco                                                  |                                                             |                                                             | Atlético Madrid                                             |                                                             |                                                             |                                                             |                                                             |
| 12                                                          | Germán Lux                                                  |                                                             |                                                             | CA River Plate                                              |                                                             |                                                             |                                                             |                                                             |
| 22                                                          | Willy Caballero                                             |                                                             |                                                             | Elche CF                                                    |                                                             |                                                             |                                                             |                                                             |
| Verdediging                                                 |                                                             |                                                             |                                                             |                                                             |                                                             |                                                             |                                                             |                                                             |
| 2                                                           | Walter Samuel                                               |                                                             |                                                             | Real Madrid                                                 |                                                             |                                                             |                                                             |                                                             |
| 3                                                           | Juan Pablo Sorín                                            |                                                             |                                                             | Villarreal CF                                               |                                                             |                                                             |                                                             |                                                             |
| 4                                                           | Javier Zanetti                                              |                                                             |                                                             | Internazionale                                              |                                                             |                                                             |                                                             |                                                             |
| 6                                                           | Gabriel Heinze                                              |                                                             |                                                             | Manchester United                                           |                                                             |                                                             |                                                             |                                                             |
| 13                                                          | Gonzalo Rodríguez                                           |                                                             |                                                             | Villarreal CF                                               |                                                             |                                                             |                                                             |                                                             |
| 14                                                          | Gabriel Milito                                              |                                                             |                                                             | Real Zaragoza                                               |                                                             |                                                             |                                                             |                                                             |
| 15                                                          | Diego Placente                                              |                                                             |                                                             | Bayer Leverkusen                                            |                                                             |                                                             |                                                             |                                                             |
| 16                                                          | Fabricio Coloccini                                          |                                                             |                                                             | Deportivo La Coruña                                         |                                                             |                                                             |                                                             |                                                             |
| 20                                                          | Martín Demichelis                                           |                                                             |                                                             | Bayern München                                              |                                                             |                                                             |                                                             |                                                             |
| Middenveld                                                  |                                                             |                                                             |                                                             |                                                             |                                                             |                                                             |                                                             |                                                             |
| 5                                                           | Esteban Cambiasso                                           |                                                             |                                                             | Internazionale                                              |                                                             |                                                             |                                                             |                                                             |
| 8                                                           | Juan Román Riquelme                                         |                                                             |                                                             | Villarreal CF                                               |                                                             |                                                             |                                                             |                                                             |
| 10                                                          | Pablo Aimar                                                 |                                                             |                                                             | Valencia CF                                                 |                                                             |                                                             |                                                             |                                                             |
| 17                                                          | Lucas Bernardi                                              |                                                             |                                                             | AS Monaco                                                   |                                                             |                                                             |                                                             |                                                             |
| 18                                                          | Mario Santana                                               |                                                             |                                                             | US Palermo                                                  |                                                             |                                                             |                                                             |                                                             |
| 19                                                          | Maxi Rodriguez                                              |                                                             |                                                             | Espanyol                                                    |                                                             |                                                             |                                                             |                                                             |
| 22                                                          | Luciano Galletti                                            |                                                             |                                                             | Real Zaragoza                                               |                                                             |                                                             |                                                             |                                                             |
| Aanval                                                      |                                                             |                                                             |                                                             |                                                             |                                                             |                                                             |                                                             |                                                             |
| 7                                                           | Carlos Tévez                                                |                                                             |                                                             | Corinthians                                                 |                                                             |                                                             |                                                             |                                                             |
| 9                                                           | Javier Saviola                                              |                                                             |                                                             | AS Monaco                                                   |                                                             |                                                             |                                                             |                                                             |
| 11                                                          | César Delgado                                               |                                                             |                                                             | Cruz Azul                                                   |                                                             |                                                             |                                                             |                                                             |
| 21                                                          | Luciano Figueroa                                            |                                                             |                                                             | Villarreal CF                                               |                                                             |                                                             |                                                             |                                                             |
| Bondscoach: José Pekerman                                   |                                                             |                                                             |                                                             |                                                             |                                                             |                                                             |                                                             |                                                             |

### Copa América
| Selectie van Argentinië bij de Copa América 2007 | Selectie van Argentinië bij de Copa América 2007 | Selectie van Argentinië bij de Copa América 2007 | Selectie van Argentinië bij de Copa América 2007 | Selectie van Argentinië bij de Copa América 2007 | Selectie van Argentinië bij de Copa América 2007 | Selectie van Argentinië bij de Copa América 2007 | Selectie van Argentinië bij de Copa América 2007 | Selectie van Argentinië bij de Copa América 2007 |
| №                                                | Naam                                             | Wed.                                             | Dlpnt.                                           | Club                                             |                                                  |                                                  |                                                  |                                                  |
| ------------------------------------------------ | ------------------------------------------------ | ------------------------------------------------ | ------------------------------------------------ | ------------------------------------------------ | ------------------------------------------------ | ------------------------------------------------ | ------------------------------------------------ | ------------------------------------------------ |
| Doel                                             |                                                  |                                                  |                                                  |                                                  |                                                  |                                                  |                                                  |                                                  |
| 1                                                | Roberto Abbondanzieri                            |                                                  |                                                  | Getafe CF                                        |                                                  |                                                  |                                                  |                                                  |
| 12                                               | Juan Pablo Carrizo                               |                                                  |                                                  | CA River Plate                                   |                                                  |                                                  |                                                  |                                                  |
| 22                                               | Agustín Orión                                    |                                                  |                                                  | San Lorenzo                                      |                                                  |                                                  |                                                  |                                                  |
| Verdediging                                      |                                                  |                                                  |                                                  |                                                  |                                                  |                                                  |                                                  |                                                  |
| 2                                                | Roberto Ayala                                    |                                                  |                                                  | Real Zaragoza                                    |                                                  |                                                  |                                                  |                                                  |
| 3                                                | Cata Díaz                                        |                                                  |                                                  | Getafe CF                                        |                                                  |                                                  |                                                  |                                                  |
| 4                                                | Hugo Ibarra                                      |                                                  |                                                  | Boca Juniors                                     |                                                  |                                                  |                                                  |                                                  |
| 6                                                | Gabriel Heinze                                   |                                                  |                                                  | Manchester United                                |                                                  |                                                  |                                                  |                                                  |
| 8                                                | Javier Zanetti                                   |                                                  |                                                  | Internazionale                                   |                                                  |                                                  |                                                  |                                                  |
| 15                                               | Gabriel Milito                                   |                                                  |                                                  | FC Barcelona                                     |                                                  |                                                  |                                                  |                                                  |
| 17                                               | Nicolás Burdisso                                 |                                                  |                                                  | Internazionale                                   |                                                  |                                                  |                                                  |                                                  |
| Middenveld                                       |                                                  |                                                  |                                                  |                                                  |                                                  |                                                  |                                                  |                                                  |
| 5                                                | Fernando Gago                                    |                                                  |                                                  | Real Madrid                                      |                                                  |                                                  |                                                  |                                                  |
| 10                                               | Juan Román Riquelme                              |                                                  |                                                  | Boca Juniors                                     |                                                  |                                                  |                                                  |                                                  |
| 13                                               | Lucho González                                   |                                                  |                                                  | FC Porto                                         |                                                  |                                                  |                                                  |                                                  |
| 14                                               | Javier Mascherano                                |                                                  |                                                  | Liverpool                                        |                                                  |                                                  |                                                  |                                                  |
| 16                                               | Pablo Aimar                                      |                                                  |                                                  | Real Zaragoza                                    |                                                  |                                                  |                                                  |                                                  |
| 19                                               | Esteban Cambiasso                                |                                                  |                                                  | Internazionale                                   |                                                  |                                                  |                                                  |                                                  |
| 20                                               | Juan Sebastián Verón                             |                                                  |                                                  | Estudiantes de La Plata                          |                                                  |                                                  |                                                  |                                                  |
| Aanval                                           |                                                  |                                                  |                                                  |                                                  |                                                  |                                                  |                                                  |                                                  |
| 7                                                | Rodrigo Palacio                                  |                                                  |                                                  | Boca Juniors                                     |                                                  |                                                  |                                                  |                                                  |
| 9                                                | Hernán Crespo                                    |                                                  |                                                  | Internazionale                                   |                                                  |                                                  |                                                  |                                                  |
| 11                                               | Carlos Tévez                                     |                                                  |                                                  | West Ham United                                  |                                                  |                                                  |                                                  |                                                  |
| 18                                               | Lionel Messi                                     |                                                  |                                                  | FC Barcelona                                     |                                                  |                                                  |                                                  |                                                  |
| 21                                               | Diego Milito                                     |                                                  |                                                  | Real Zaragoza                                    |                                                  |                                                  |                                                  |                                                  |
| Bondscoach: Alfio Basile                         |                                                  |                                                  |                                                  |                                                  |                                                  |                                                  |                                                  |                                                  |

| Selectie van Argentinië bij de Copa América 2011 | Selectie van Argentinië bij de Copa América 2011 | Selectie van Argentinië bij de Copa América 2011 | Selectie van Argentinië bij de Copa América 2011 | Selectie van Argentinië bij de Copa América 2011 | Selectie van Argentinië bij de Copa América 2011 | Selectie van Argentinië bij de Copa América 2011 | Selectie van Argentinië bij de Copa América 2011 | Selectie van Argentinië bij de Copa América 2011 |
| №                                                | Naam                                             | Wed.                                             | Dlpnt.                                           | Club                                             |                                                  |                                                  |                                                  |                                                  |
| ------------------------------------------------ | ------------------------------------------------ | ------------------------------------------------ | ------------------------------------------------ | ------------------------------------------------ | ------------------------------------------------ | ------------------------------------------------ | ------------------------------------------------ | ------------------------------------------------ |
| Doel                                             |                                                  |                                                  |                                                  |                                                  |                                                  |                                                  |                                                  |                                                  |
| 1                                                | Juan Pablo Carrizo                               |                                                  |                                                  | Lazio Roma                                       |                                                  |                                                  |                                                  |                                                  |
| 12                                               | Mariano Andújar                                  |                                                  |                                                  | Calcio Catania                                   |                                                  |                                                  |                                                  |                                                  |
| 23                                               | Sergio Romero                                    |                                                  |                                                  | AZ Alkmaar                                       |                                                  |                                                  |                                                  |                                                  |
| Verdediging                                      |                                                  |                                                  |                                                  |                                                  |                                                  |                                                  |                                                  |                                                  |
| 2                                                | Ezequiel Garay                                   |                                                  |                                                  | SL Benfica                                       |                                                  |                                                  |                                                  |                                                  |
| 3                                                | Pablo Zabaleta                                   |                                                  |                                                  | Manchester City                                  |                                                  |                                                  |                                                  |                                                  |
| 4                                                | Nicolás Burdisso                                 |                                                  |                                                  | AS Roma                                          |                                                  |                                                  |                                                  |                                                  |
| 6                                                | Gabriel Milito                                   |                                                  |                                                  | FC Barcelona                                     |                                                  |                                                  |                                                  |                                                  |
| 8                                                | Javier Zanetti                                   |                                                  |                                                  | Internazionale                                   |                                                  |                                                  |                                                  |                                                  |
| 13                                               | Nicolás Pareja                                   |                                                  |                                                  | Spartak Moskou                                   |                                                  |                                                  |                                                  |                                                  |
| 17                                               | Marcos Rojo                                      |                                                  |                                                  | Spartak Moskou                                   |                                                  |                                                  |                                                  |                                                  |
| Middenveld                                       |                                                  |                                                  |                                                  |                                                  |                                                  |                                                  |                                                  |                                                  |
| 5                                                | Esteban Cambiasso                                |                                                  |                                                  | Internazionale                                   |                                                  |                                                  |                                                  |                                                  |
| 7                                                | Ángel Di María                                   |                                                  |                                                  | Real Madrid                                      |                                                  |                                                  |                                                  |                                                  |
| 14                                               | Javier Mascherano                                |                                                  |                                                  | FC Barcelona                                     |                                                  |                                                  |                                                  |                                                  |
| 15                                               | Lucas Biglia                                     |                                                  |                                                  | RSC Anderlecht                                   |                                                  |                                                  |                                                  |                                                  |
| 18                                               | Javier Pastore                                   |                                                  |                                                  | Paris Saint-Germain                              |                                                  |                                                  |                                                  |                                                  |
| 19                                               | Éver Banega                                      |                                                  |                                                  | Valencia CF                                      |                                                  |                                                  |                                                  |                                                  |
| 20                                               | Fernando Gago                                    |                                                  |                                                  | Real Madrid                                      |                                                  |                                                  |                                                  |                                                  |
| Aanval                                           |                                                  |                                                  |                                                  |                                                  |                                                  |                                                  |                                                  |                                                  |
| 9                                                | Gonzalo Higuaín                                  |                                                  |                                                  | Real Madrid                                      |                                                  |                                                  |                                                  |                                                  |
| 10                                               | Lionel Messi                                     |                                                  |                                                  | FC Barcelona                                     |                                                  |                                                  |                                                  |                                                  |
| 11                                               | Carlos Tévez                                     |                                                  |                                                  | Manchester City                                  |                                                  |                                                  |                                                  |                                                  |
| 16                                               | Kun Agüero                                       |                                                  |                                                  | Atlético Madrid                                  |                                                  |                                                  |                                                  |                                                  |
| 21                                               | Ezequiel Lavezzi                                 |                                                  |                                                  | SSC Napoli                                       |                                                  |                                                  |                                                  |                                                  |
| 22                                               | Diego Milito                                     |                                                  |                                                  | Internazionale                                   |                                                  |                                                  |                                                  |                                                  |
| Bondscoach: Sergio Batista                       |                                                  |                                                  |                                                  |                                                  |                                                  |                                                  |                                                  |                                                  |

| Selectie van Argentinië bij de Copa América 2015 | Selectie van Argentinië bij de Copa América 2015 | Selectie van Argentinië bij de Copa América 2015 | Selectie van Argentinië bij de Copa América 2015 | Selectie van Argentinië bij de Copa América 2015 | Selectie van Argentinië bij de Copa América 2015 | Selectie van Argentinië bij de Copa América 2015 | Selectie van Argentinië bij de Copa América 2015 | Selectie van Argentinië bij de Copa América 2015 |
| №                                                | Naam                                             | Wed.                                             | Dlpnt.                                           | Club                                             |                                                  |                                                  |                                                  |                                                  |
| ------------------------------------------------ | ------------------------------------------------ | ------------------------------------------------ | ------------------------------------------------ | ------------------------------------------------ | ------------------------------------------------ | ------------------------------------------------ | ------------------------------------------------ | ------------------------------------------------ |
| Doel                                             |                                                  |                                                  |                                                  |                                                  |                                                  |                                                  |                                                  |                                                  |
| 1                                                | Sergio Romero                                    |                                                  |                                                  | UC Sampdoria                                     |                                                  |                                                  |                                                  |                                                  |
| 12                                               | Nahuel Guzmán                                    |                                                  |                                                  | Tigres UANL                                      |                                                  |                                                  |                                                  |                                                  |
| 23                                               | Mariano Andújar                                  |                                                  |                                                  | SSC Napoli                                       |                                                  |                                                  |                                                  |                                                  |
| 23                                               | Agustín Marchesín                                |                                                  |                                                  | Santos Laguna                                    |                                                  |                                                  |                                                  |                                                  |
| Verdediging                                      |                                                  |                                                  |                                                  |                                                  |                                                  |                                                  |                                                  |                                                  |
| 2                                                | Ezequiel Garay                                   |                                                  |                                                  | Zenit Sint-Peterburg                             |                                                  |                                                  |                                                  |                                                  |
| 3                                                | Facundo Roncaglia                                |                                                  |                                                  | Genoa CFC                                        |                                                  |                                                  |                                                  |                                                  |
| 4                                                | Pablo Zabaleta                                   |                                                  |                                                  | Manchester City                                  |                                                  |                                                  |                                                  |                                                  |
| 13                                               | Milton Casco                                     |                                                  |                                                  | Newell's Old Boys                                |                                                  |                                                  |                                                  |                                                  |
| 15                                               | Martín Demichelis                                |                                                  |                                                  | Manchester City                                  |                                                  |                                                  |                                                  |                                                  |
| 16                                               | Marcos Rojo                                      |                                                  |                                                  | Manchester United                                |                                                  |                                                  |                                                  |                                                  |
| 17                                               | Nicolás Otamendi                                 |                                                  |                                                  | Valencia CF                                      |                                                  |                                                  |                                                  |                                                  |
| Middenveld                                       |                                                  |                                                  |                                                  |                                                  |                                                  |                                                  |                                                  |                                                  |
| 5                                                | Fernando Gago                                    |                                                  |                                                  | Boca Juniors                                     |                                                  |                                                  |                                                  |                                                  |
| 6                                                | Lucas Biglia                                     |                                                  |                                                  | SS Lazio                                         |                                                  |                                                  |                                                  |                                                  |
| 7                                                | Ángel Di María                                   |                                                  |                                                  | Manchester United                                |                                                  |                                                  |                                                  |                                                  |
| 8                                                | Roberto Pereyra                                  |                                                  |                                                  | Juventus                                         |                                                  |                                                  |                                                  |                                                  |
| 14                                               | Javier Mascherano                                |                                                  |                                                  | FC Barcelona                                     |                                                  |                                                  |                                                  |                                                  |
| 19                                               | Éver Banega                                      |                                                  |                                                  | Valencia CF                                      |                                                  |                                                  |                                                  |                                                  |
| 20                                               | Érik Lamela                                      |                                                  |                                                  | Tottenham Hotspur                                |                                                  |                                                  |                                                  |                                                  |
| 21                                               | Javier Pastore                                   |                                                  |                                                  | Paris Saint-Germain                              |                                                  |                                                  |                                                  |                                                  |
| Aanval                                           |                                                  |                                                  |                                                  |                                                  |                                                  |                                                  |                                                  |                                                  |
| 9                                                | Gonzalo Higuaín                                  |                                                  |                                                  | SSC Napoli                                       |                                                  |                                                  |                                                  |                                                  |
| 10                                               | Lionel Messi                                     |                                                  |                                                  | FC Barcelona                                     |                                                  |                                                  |                                                  |                                                  |
| 11                                               | Sergio Agüero                                    |                                                  |                                                  | Manchester City                                  |                                                  |                                                  |                                                  |                                                  |
| 18                                               | Carlos Tevez                                     |                                                  |                                                  | Juventus                                         |                                                  |                                                  |                                                  |                                                  |
| 22                                               | Ezequiel Lavezzi                                 |                                                  |                                                  | Paris Saint-Germain                              |                                                  |                                                  |                                                  |                                                  |
| Bondscoach: Gerardo Martino                      |                                                  |                                                  |                                                  |                                                  |                                                  |                                                  |                                                  |                                                  |

| Selectie van Argentinië bij de Copa América 2016 | Selectie van Argentinië bij de Copa América 2016 | Selectie van Argentinië bij de Copa América 2016 | Selectie van Argentinië bij de Copa América 2016 | Selectie van Argentinië bij de Copa América 2016 | Selectie van Argentinië bij de Copa América 2016 | Selectie van Argentinië bij de Copa América 2016 | Selectie van Argentinië bij de Copa América 2016 | Selectie van Argentinië bij de Copa América 2016 |
| №                                                | Naam                                             | Wed.                                             | Dlpnt.                                           | Club                                             |                                                  |                                                  |                                                  |                                                  |
| ------------------------------------------------ | ------------------------------------------------ | ------------------------------------------------ | ------------------------------------------------ | ------------------------------------------------ | ------------------------------------------------ | ------------------------------------------------ | ------------------------------------------------ | ------------------------------------------------ |
| Doel                                             |                                                  |                                                  |                                                  |                                                  |                                                  |                                                  |                                                  |                                                  |
| 1                                                | Sergio Romero                                    |                                                  |                                                  | UC Sampdoria                                     |                                                  |                                                  |                                                  |                                                  |
| 12                                               | Nahuel Guzmán                                    |                                                  |                                                  | Tigres UANL                                      |                                                  |                                                  |                                                  |                                                  |
| 23                                               | Mariano Andújar                                  |                                                  |                                                  | Estudiantes                                      |                                                  |                                                  |                                                  |                                                  |
| Verdediging                                      |                                                  |                                                  |                                                  |                                                  |                                                  |                                                  |                                                  |                                                  |
| 2                                                | Jonathan Maidana                                 |                                                  |                                                  | River Plate                                      |                                                  |                                                  |                                                  |                                                  |
| 3                                                | Facundo Roncaglia                                |                                                  |                                                  | ACF Fiorentina                                   |                                                  |                                                  |                                                  |                                                  |
| 4                                                | Gabriel Mercado                                  |                                                  |                                                  | River Plate                                      |                                                  |                                                  |                                                  |                                                  |
| 13                                               | Ramiro Funes Mori                                |                                                  |                                                  | Everton                                          |                                                  |                                                  |                                                  |                                                  |
| 15                                               | Víctor Cuesta                                    |                                                  |                                                  | Independiente                                    |                                                  |                                                  |                                                  |                                                  |
| 16                                               | Marcos Rojo                                      |                                                  |                                                  | Manchester United                                |                                                  |                                                  |                                                  |                                                  |
| 17                                               | Nicolás Otamendi                                 |                                                  |                                                  | Manchester City                                  |                                                  |                                                  |                                                  |                                                  |
| Middenveld                                       |                                                  |                                                  |                                                  |                                                  |                                                  |                                                  |                                                  |                                                  |
| 5                                                | Matías Kranevitter                               |                                                  |                                                  | Atlético Madrid                                  |                                                  |                                                  |                                                  |                                                  |
| 6                                                | Lucas Biglia                                     |                                                  |                                                  | SS Lazio                                         |                                                  |                                                  |                                                  |                                                  |
| 7                                                | Ángel Di María                                   |                                                  |                                                  | Paris Saint-Germain                              |                                                  |                                                  |                                                  |                                                  |
| 8                                                | Augusto Fernández                                |                                                  |                                                  | Atlético Madrid                                  |                                                  |                                                  |                                                  |                                                  |
| 14                                               | Javier Mascherano                                |                                                  |                                                  | FC Barcelona                                     |                                                  |                                                  |                                                  |                                                  |
| 18                                               | Érik Lamela                                      |                                                  |                                                  | Tottenham Hotspur                                |                                                  |                                                  |                                                  |                                                  |
| 19                                               | Éver Banega                                      |                                                  |                                                  | Sevilla FC                                       |                                                  |                                                  |                                                  |                                                  |
| 20                                               | Nicolás Gaitán                                   |                                                  |                                                  | SL Benfica                                       |                                                  |                                                  |                                                  |                                                  |
| 21                                               | Javier Pastore                                   |                                                  |                                                  | Paris Saint-Germain                              |                                                  |                                                  |                                                  |                                                  |
| Aanval                                           |                                                  |                                                  |                                                  |                                                  |                                                  |                                                  |                                                  |                                                  |
| 9                                                | Gonzalo Higuaín                                  |                                                  |                                                  | SSC Napoli                                       |                                                  |                                                  |                                                  |                                                  |
| 10                                               | Lionel Messi                                     |                                                  |                                                  | FC Barcelona                                     |                                                  |                                                  |                                                  |                                                  |
| 11                                               | Sergio Agüero                                    |                                                  |                                                  | Manchester City                                  |                                                  |                                                  |                                                  |                                                  |
| 22                                               | Ezequiel Lavezzi                                 |                                                  |                                                  | Hebei China Fortune                              |                                                  |                                                  |                                                  |                                                  |
| Bondscoach: Gerardo Martino                      |                                                  |                                                  |                                                  |                                                  |                                                  |                                                  |                                                  |                                                  |

| Selectie van Argentinië bij de Copa América 2021 | Selectie van Argentinië bij de Copa América 2021 | Selectie van Argentinië bij de Copa América 2021 | Selectie van Argentinië bij de Copa América 2021 | Selectie van Argentinië bij de Copa América 2021 | Selectie van Argentinië bij de Copa América 2021 | Selectie van Argentinië bij de Copa América 2021 | Selectie van Argentinië bij de Copa América 2021 | Selectie van Argentinië bij de Copa América 2021 |
| №                                                | Naam                                             | Wed.                                             | Dlpnt.                                           | Club                                             |                                                  |                                                  |                                                  |                                                  |
| ------------------------------------------------ | ------------------------------------------------ | ------------------------------------------------ | ------------------------------------------------ | ------------------------------------------------ | ------------------------------------------------ | ------------------------------------------------ | ------------------------------------------------ | ------------------------------------------------ |
| Doel                                             |                                                  |                                                  |                                                  |                                                  |                                                  |                                                  |                                                  |                                                  |
| 1                                                | Franco Armani                                    |                                                  |                                                  | River Plate                                      |                                                  |                                                  |                                                  |                                                  |
| 12                                               | Agustín Marchesín                                |                                                  |                                                  | FC Porto                                         |                                                  |                                                  |                                                  |                                                  |
| 23                                               | Emiliano Martínez                                |                                                  |                                                  | Aston Villa                                      |                                                  |                                                  |                                                  |                                                  |
| Verdediging                                      |                                                  |                                                  |                                                  |                                                  |                                                  |                                                  |                                                  |                                                  |
| 2                                                | Lucas Martínez Quarta                            |                                                  |                                                  | ACF Fiorentina                                   |                                                  |                                                  |                                                  |                                                  |
| 3                                                | Nicolás Tagliafico                               |                                                  |                                                  | AFC Ajax                                         |                                                  |                                                  |                                                  |                                                  |
| 4                                                | Gonzalo Montiel                                  |                                                  |                                                  | River Plate                                      |                                                  |                                                  |                                                  |                                                  |
| 6                                                | Germán Pezzella                                  |                                                  |                                                  | ACF Fiorentina                                   |                                                  |                                                  |                                                  |                                                  |
| 8                                                | Marcos Acuña                                     |                                                  |                                                  | Sevilla FC                                       |                                                  |                                                  |                                                  |                                                  |
| 13                                               | Cristian Romero                                  |                                                  |                                                  | Atalanta Bergamo                                 |                                                  |                                                  |                                                  |                                                  |
| 19                                               | Nicolás Otamendi                                 |                                                  |                                                  | SL Benfica                                       |                                                  |                                                  |                                                  |                                                  |
| 25                                               | Lisandro Martínez                                |                                                  |                                                  | AFC Ajax                                         |                                                  |                                                  |                                                  |                                                  |
| 26                                               | Nahuel Molina                                    |                                                  |                                                  | Udinese                                          |                                                  |                                                  |                                                  |                                                  |
| Middenveld                                       |                                                  |                                                  |                                                  |                                                  |                                                  |                                                  |                                                  |                                                  |
| 5                                                | Leandro Paredes                                  |                                                  |                                                  | Paris Saint-Germain                              |                                                  |                                                  |                                                  |                                                  |
| 7                                                | Rodrigo De Paul                                  |                                                  |                                                  | Udinese                                          |                                                  |                                                  |                                                  |                                                  |
| 11                                               | Ángel Di María                                   |                                                  |                                                  | Paris Saint-Germain                              |                                                  |                                                  |                                                  |                                                  |
| 14                                               | Exequiel Palacios                                |                                                  |                                                  | Bayer Leverkusen                                 |                                                  |                                                  |                                                  |                                                  |
| 17                                               | Nicolás Domínguez                                |                                                  |                                                  | Bologna FC 1909                                  |                                                  |                                                  |                                                  |                                                  |
| 18                                               | Guido Rodríguez                                  |                                                  |                                                  | Real Betis                                       |                                                  |                                                  |                                                  |                                                  |
| 20                                               | Giovani Lo Celso                                 |                                                  |                                                  | Tottenham Hotspur                                |                                                  |                                                  |                                                  |                                                  |
| Aanval                                           |                                                  |                                                  |                                                  |                                                  |                                                  |                                                  |                                                  |                                                  |
| 9                                                | Sergio Agüero                                    |                                                  |                                                  | Manchester City                                  |                                                  |                                                  |                                                  |                                                  |
| 10                                               | Lionel Messi                                     |                                                  |                                                  | FC Barcelona                                     |                                                  |                                                  |                                                  |                                                  |
| 15                                               | Nicolás González                                 |                                                  |                                                  | VfB Stuttgart                                    |                                                  |                                                  |                                                  |                                                  |
| 16                                               | Joaquín Correa                                   |                                                  |                                                  | SS Lazio                                         |                                                  |                                                  |                                                  |                                                  |
| 21                                               | Ángel Correa                                     |                                                  |                                                  | Atlético Madrid                                  |                                                  |                                                  |                                                  |                                                  |
| 22                                               | Lautaro Martínez                                 |                                                  |                                                  | Internazionale                                   |                                                  |                                                  |                                                  |                                                  |
| 24                                               | Alejandro Gómez                                  |                                                  |                                                  | Sevilla FC                                       |                                                  |                                                  |                                                  |                                                  |
| 27                                               | Julían Álvarez                                   |                                                  |                                                  | River Plate                                      |                                                  |                                                  |                                                  |                                                  |
| Bondscoach: Lionel Scaloni                       |                                                  |                                                  |                                                  |                                                  |                                                  |                                                  |                                                  |                                                  |

## Shirts

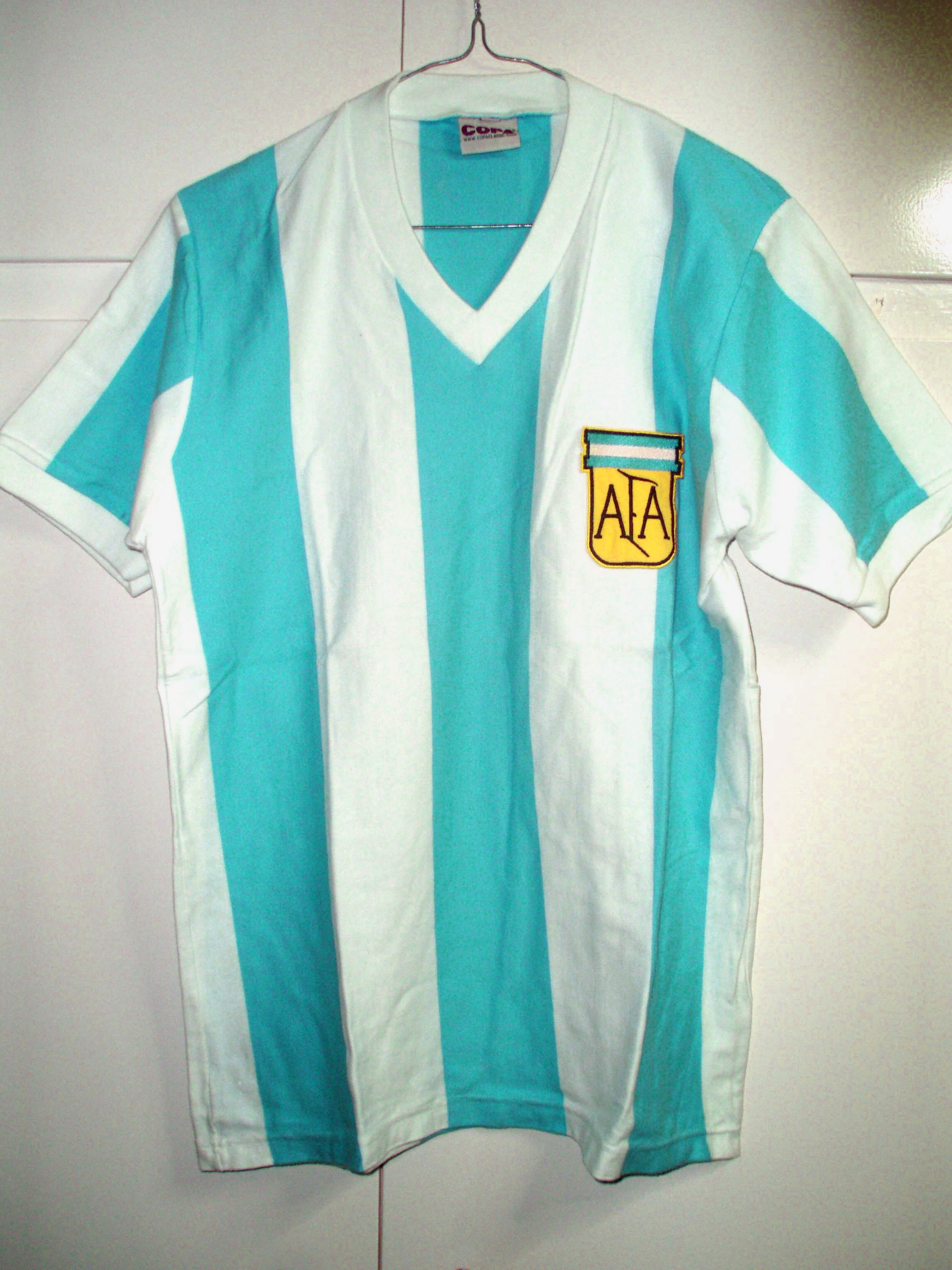
Wereldbeker 1978
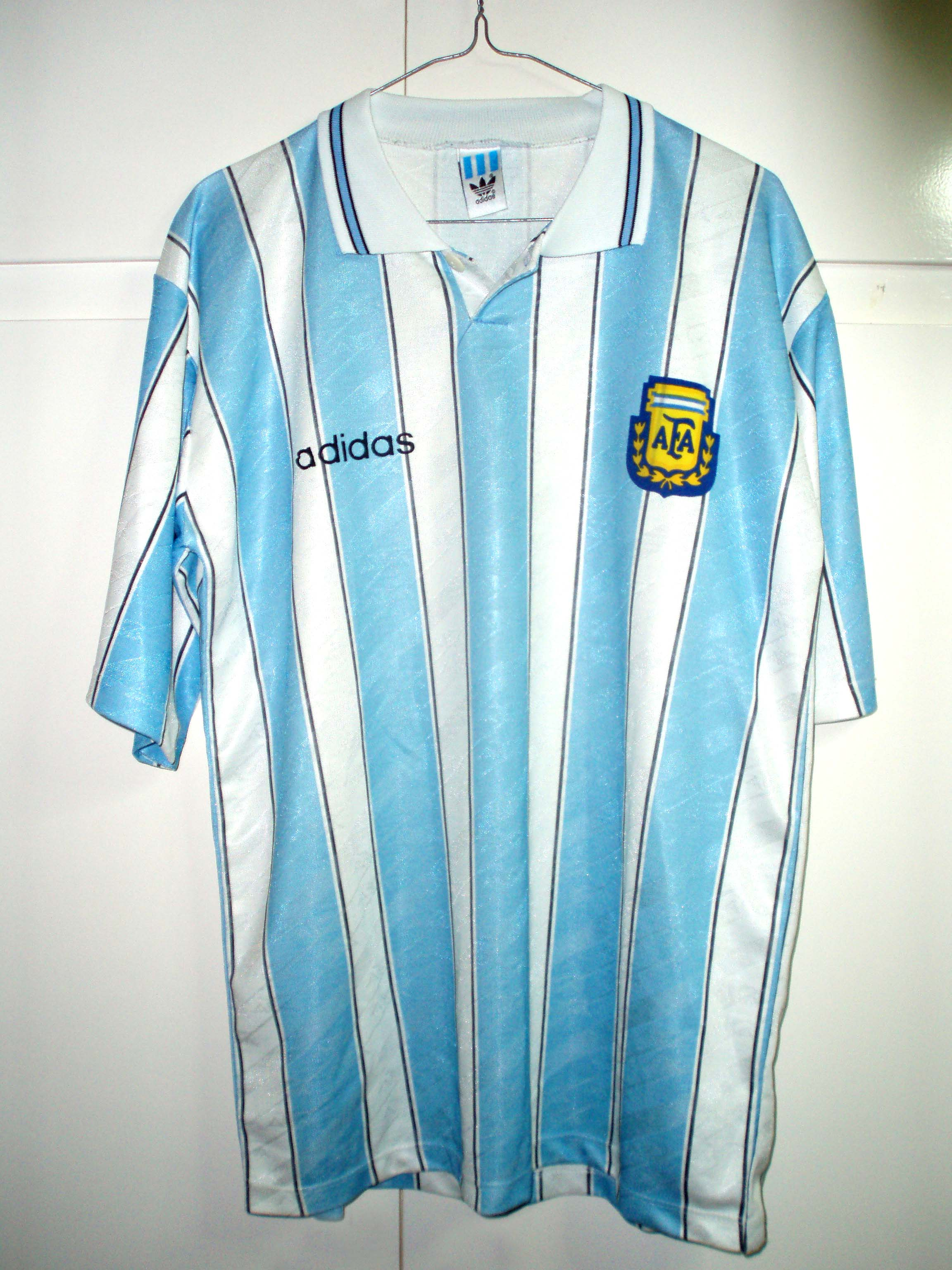
Wereldbeker 1994
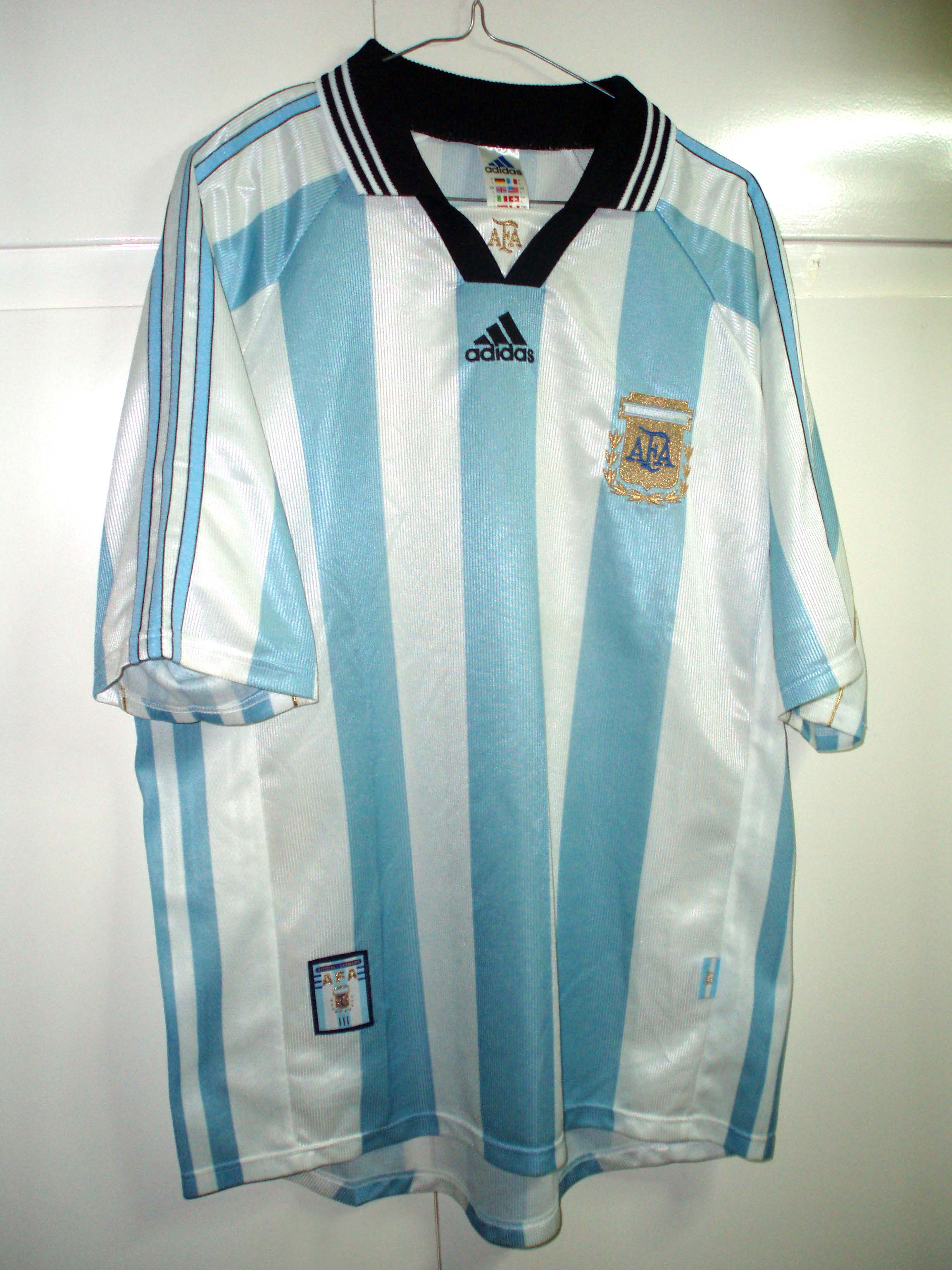
Wereldbeker 1998
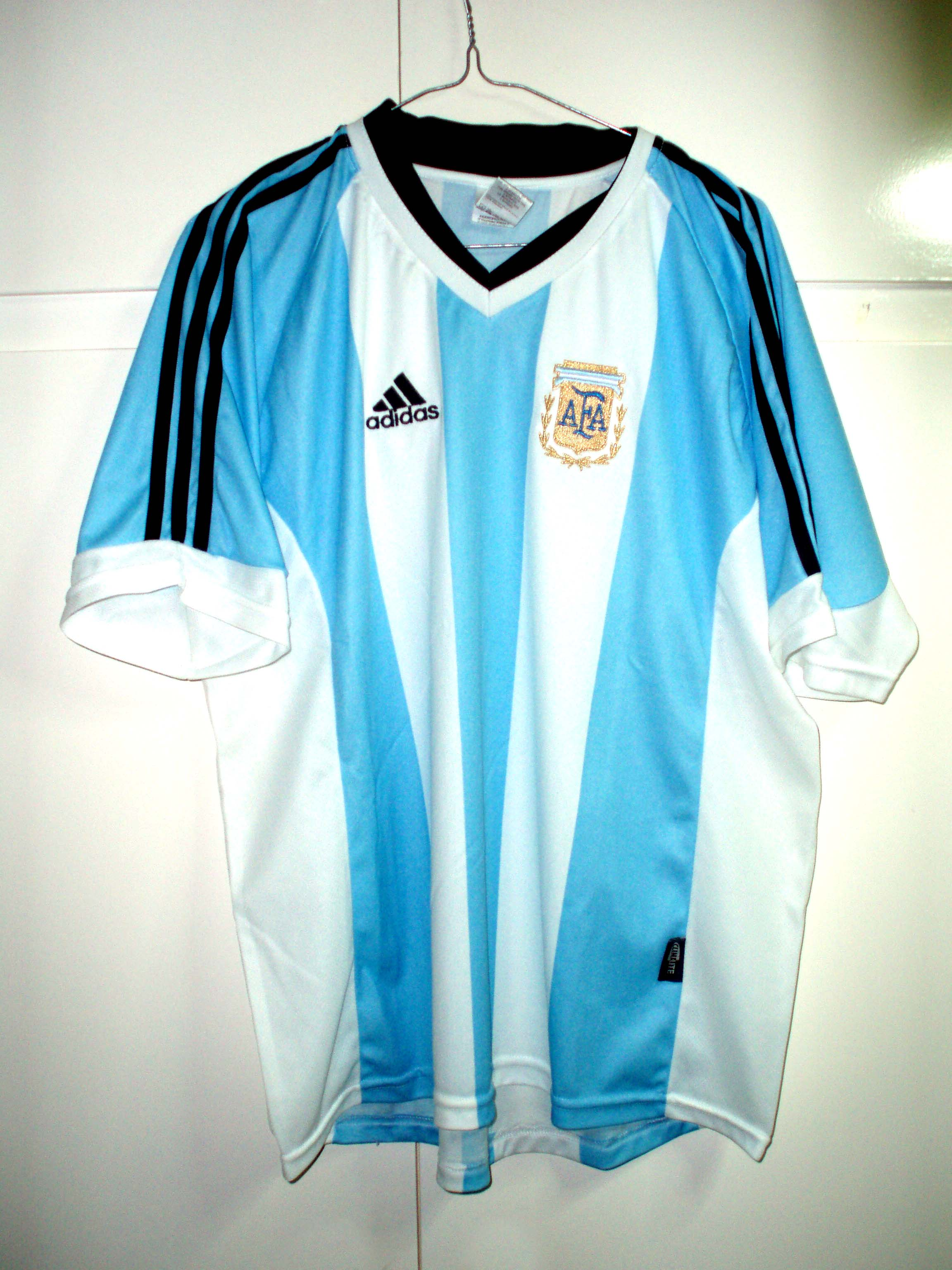
Voorrondes Wereldbeker 2002
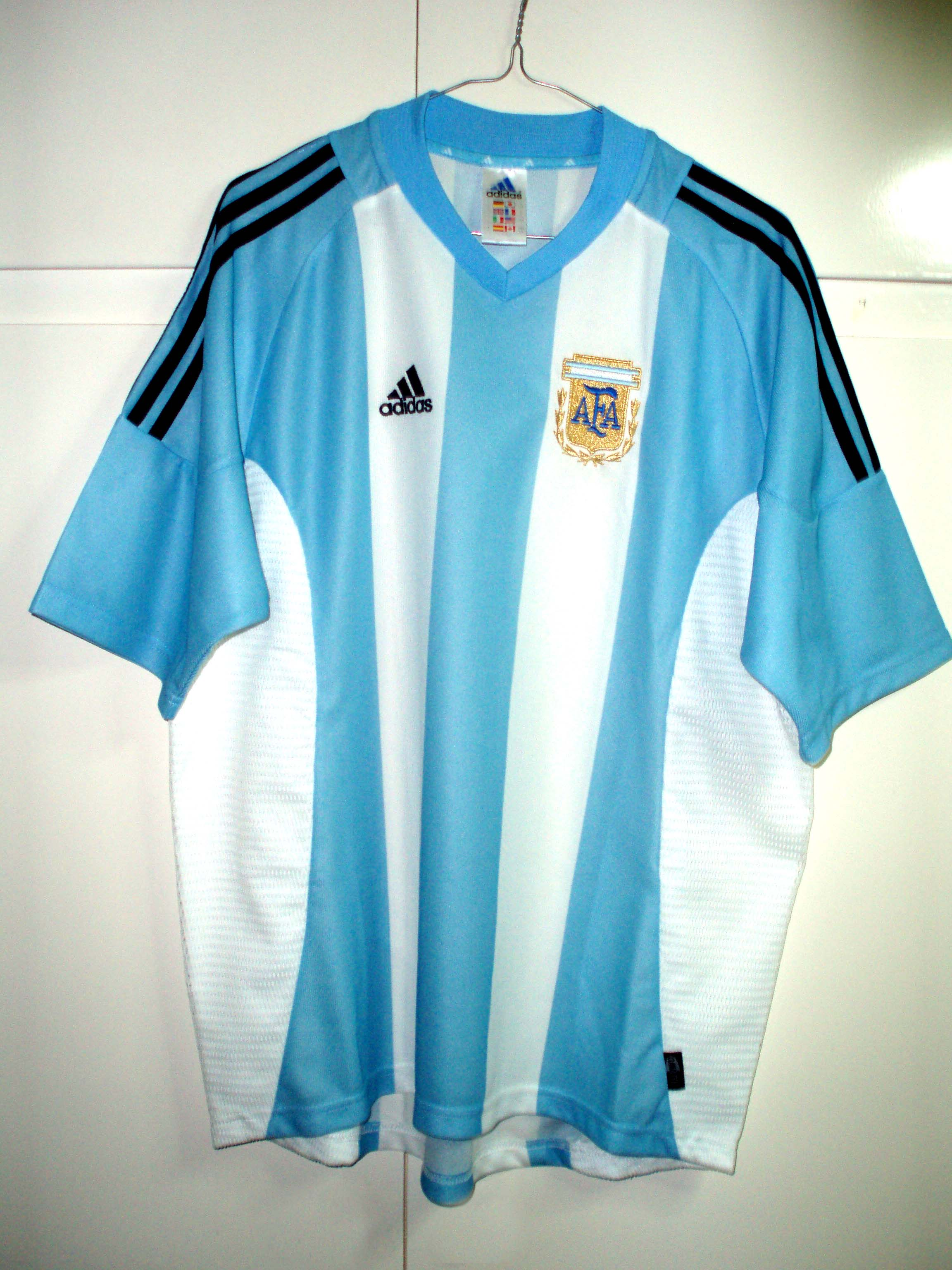
Wereldbeker 2002
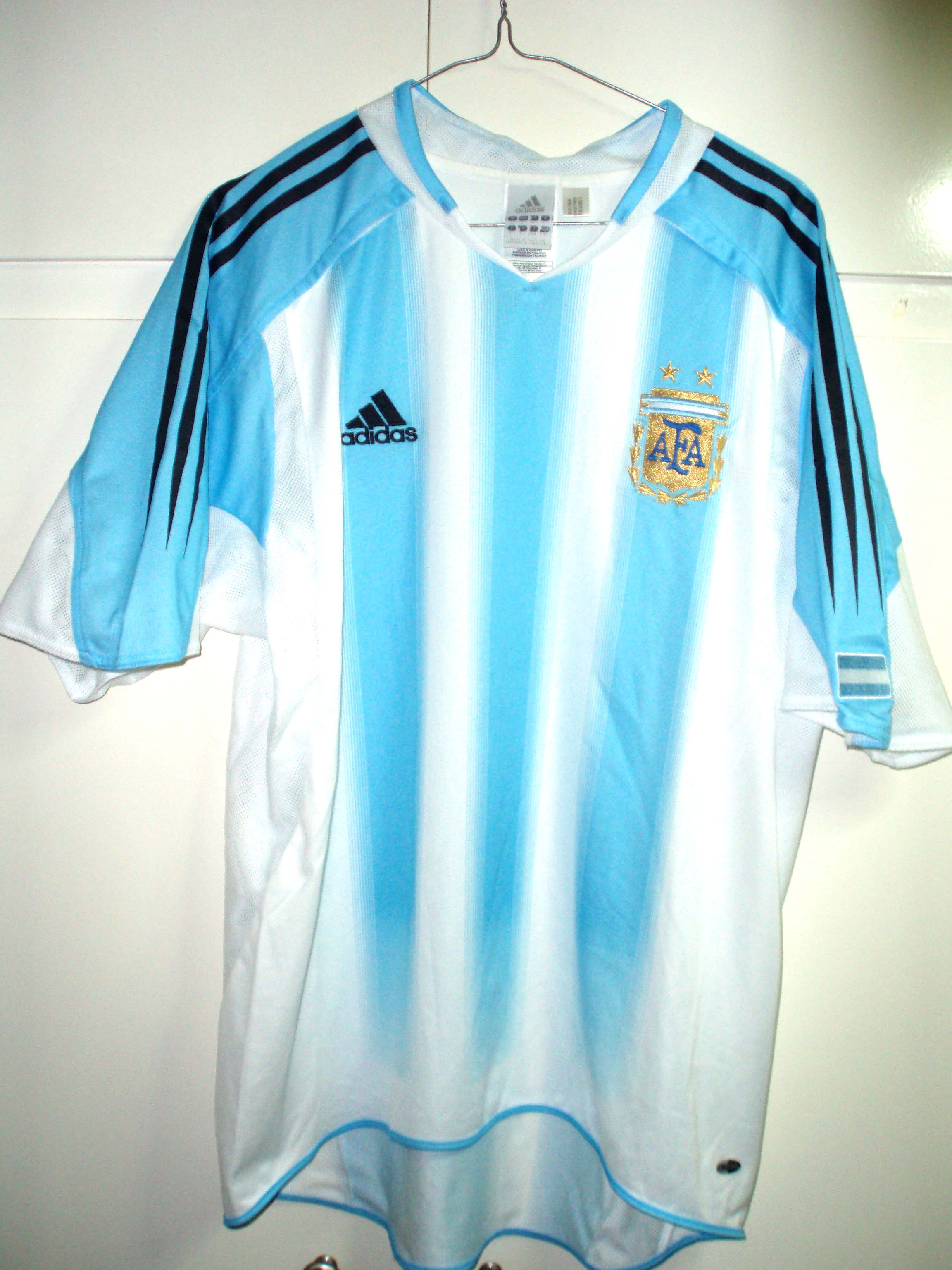
Olympische Spelen 2004
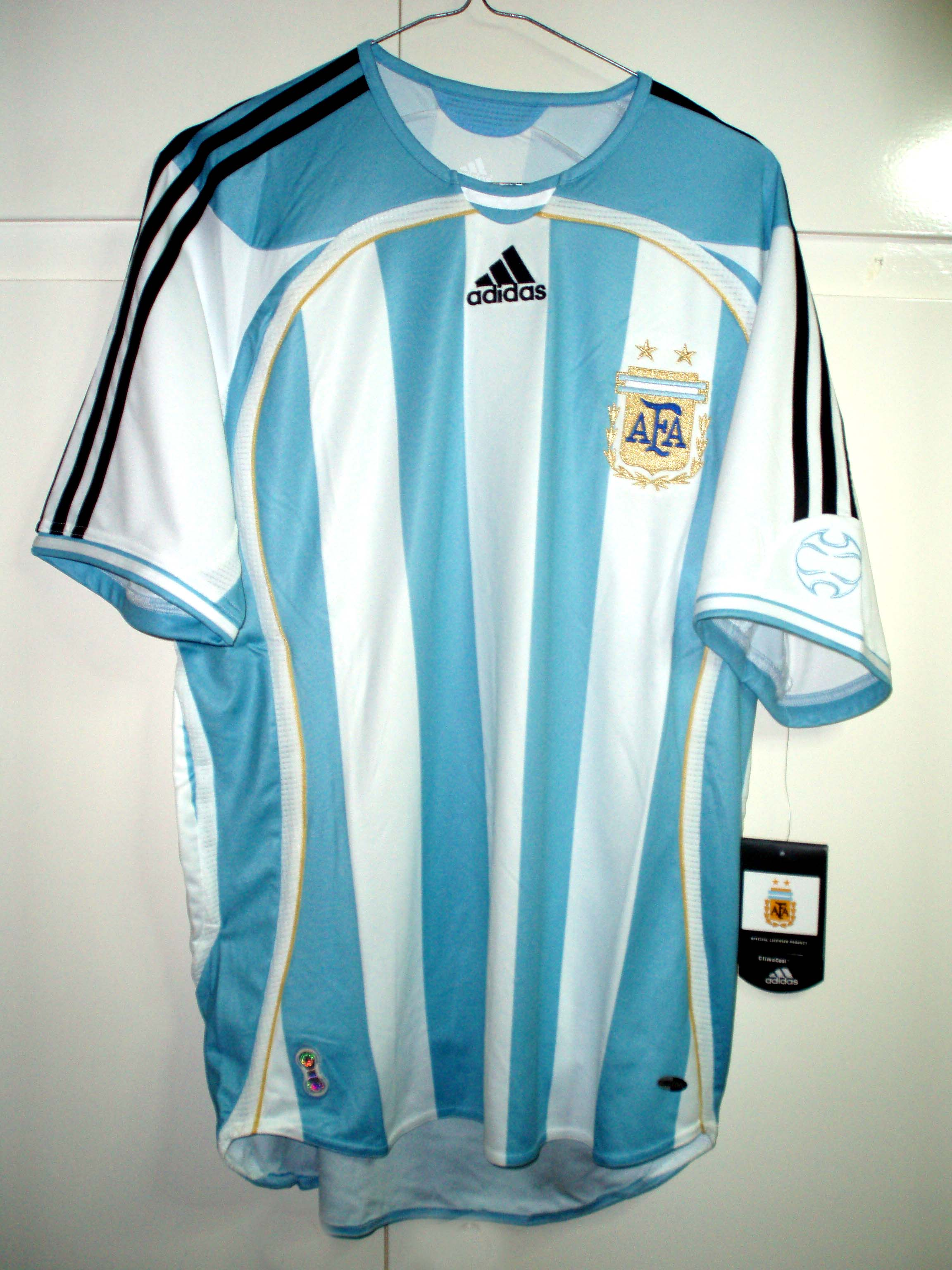
Wereldbeker 2006

### Ontwikkeling
Thuis
| 1901–08 | 1908–1974 | 1975 | 1978 | 1982 | 1986 | 1990 | 1994 | 1998 | 1999 | 2002 |
| 2004    | 2006      | 2008 | 2010 | 2011 | 2013 | 2015 | 2016 | 2018 | 2019 | 2021 |
| 2022    | 2024      |      |      |      |      |      |      |      |      |      |

Uit en speciale tenues
| 1919 | 1958 | 1978 | 1982 | 1986 | 1994 | 1998 | 2002 | 2004 | 2006 | 2008 |
| 2010 | 2011 | 2014 | 2015 | 2018 | 2020 | 2022 | 2024 |      |      |      |

AUF · A-internationals · Selecties · Bondscoaches · Argentijns vrouwenelftal · Olympisch elftal · Argentinië U21 · Argentinië U20 · Argentinië U19 · Argentinië U18 · Argentinië U17
1900 – 1909 ·
1910 – 1919 ·
1920 – 1929 ·
1930 – 1939 ·
1940 – 1949 ·
1950 – 1959 ·
1960 – 1969 ·
1970 – 1979 ·
1980 – 1989 ·
1990 – 1999 ·
2000 – 2009 ·
2010 – 2019 ·
2020 − 2029
WK 1930 · 
WK 1934 · 
WK 1958 · 
WK 1962 · 
WK 1966 · 
WK 1974 · 
WK 1978 · 
WK 1982 · 
WK 1986 · 
WK 1990 · 
WK 1994 · 
WK 1998 · 
WK 2002 · 
WK 2006 · 
WK 2010 · 
WK 2014 · 
WK 2018 ·
WK 2022
OS 1928 · 
OS 1988 · 
OS 1996 · 
OS 2004 · 
OS 2008 · 
OS 2016 · 
OS 2020
1902 · 
1903 · 
1904 · 
1905 · 
1906 · 
1907 · 
1908 · 
1909 ·
1910 · 
1911 · 
1912 · 
1913 · 
1914 · 
1915 · 
1916 · 
1917 · 
1918 · 
1919 ·
1920 · 
1921 · 
1922 · 
1923 · 
1924 · 
1925 · 
1926 · 
1927 · 
1928 · 
1929 ·
1930 · 
1931 · 
1932 · 
1933 · 
1934 · 
1935 · 
1936 · 
1937 · 
1938 · 
1939 ·
1940 · 
1941 · 
1942 · 
1943 · 
1944 · 
1945 · 
1946 · 
1947 · 
1948 · 1949 · 
1950 · 
1951 · 
1952 · 
1953 · 
1954 · 
1955 · 
1956 · 
1957 · 
1958 · 
1959 ·
1960 · 
1961 · 
1962 · 
1963 · 
1964 · 
1965 · 
1966 · 
1967 · 
1968 · 
1969 ·
1970 · 
1971 · 
1972 · 
1973 · 
1974 · 
1975 · 
1976 · 
1977 · 
1978 · 
1979 ·
1980 · 
1981 · 
1982 · 
1983 · 
1984 · 
1985 · 
1986 · 
1987 · 
1988 · 
1989 ·
1990 ·
1991 · 
1992 · 
1993 · 
1994 · 
1995 · 
1996 · 
1997 · 
1998 · 
1999 · 
2000 · 
2001 · 
2002 · 
2003 · 
2004 · 
2005 · 
2006 · 
2007 · 
2008 · 
2009 · 
2010 · 
2011 · 
2012 · 
2013 · 
2014 ·
2015 ·
2016 ·
2017 ·
2018 ·
2019 ·
2020 ·
2021 ·
2022 ·
2023
Albanië ·
Algerije ·
Angola ·
Australië ·
België ·
Bolivia ·
Bosnië en Herzegovina · 
Brazilië ·
Bulgarije ·
Canada ·
Chili ·
China ·
Colombia ·
Costa Rica · 
Curaçao ·
Denemarken ·
DDR ·
Duitsland ·
Ecuador ·
Egypte ·
El Salvador ·
Engeland ·
Estland ·
Frankrijk ·
Ghana ·
Griekenland ·
Guatemala ·
Haïti ·
Honduras ·
Hongarije ·
Hongkong ·
Ierland ·
IJsland ·
India ·
Indonesië ·
Irak ·
Iran ·
Israël ·
Italië ·
Ivoorkust ·
Jamaica ·
Japan ·
Joegoslavië ·
Kameroen ·
Kroatië ·
Libië ·
Litouwen · 
Marokko ·
Mexico ·
Nederland ·
Nicaragua ·
Nigeria ·
Noord-Ierland ·
Noorwegen ·
Oostenrijk ·
Panama ·
Paraguay ·
Peru ·
Polen ·
Portugal · 
Qatar ·
Roemenië ·
Rusland · 
Saoedi-Arabië · 
Schotland ·
Servië en Montenegro ·
Singapore ·
Slovenië ·
Slowakije ·
Sovjet-Unie ·
Spanje ·
Trinidad en Tobago ·
Tsjecho-Slowakije ·
Tunesië ·
Uruguay ·
Venezuela ·
Verenigde Arabische Emiraten ·
Verenigde Staten ·
Wales ·
Wit-Rusland · 
Zuid-Afrika ·
Zuid-Korea ·
Zweden ·
Zwitserland
Australië (2022) ·
België (2014) ·
Bosnië en Herzegovina (2014) ·
Brazilië (1982) ·
Brazilië (2005) ·
Denemarken (1995) ·
Duitsland (2006) ·
Duitsland (2014) ·
Frankrijk (2018) ·
Frankrijk (2022) ·
IJsland (2018) ·
Iran (2014) ·
Italië (1982) ·
Ivoorkust (2006) ·
Kroatië (2018) ·
Kroatië (2022) ·
Mexico (2006) ·
Nederland (1978) ·
Nederland (2006) ·
Nederland (2014) ·
Nederland (2022) ·
Nigeria (2010) ·
Nigeria (2014) ·
Nigeria (2018) ·
Saoedi-Arabië (1992) ·
Saoedi-Arabië (2022) · 
Servië en Montenegro (2006) ·
West-Duitsland (1986) · West-Duitsland (1990) ·
Zwitserland (2014)